# PCC-Wagen

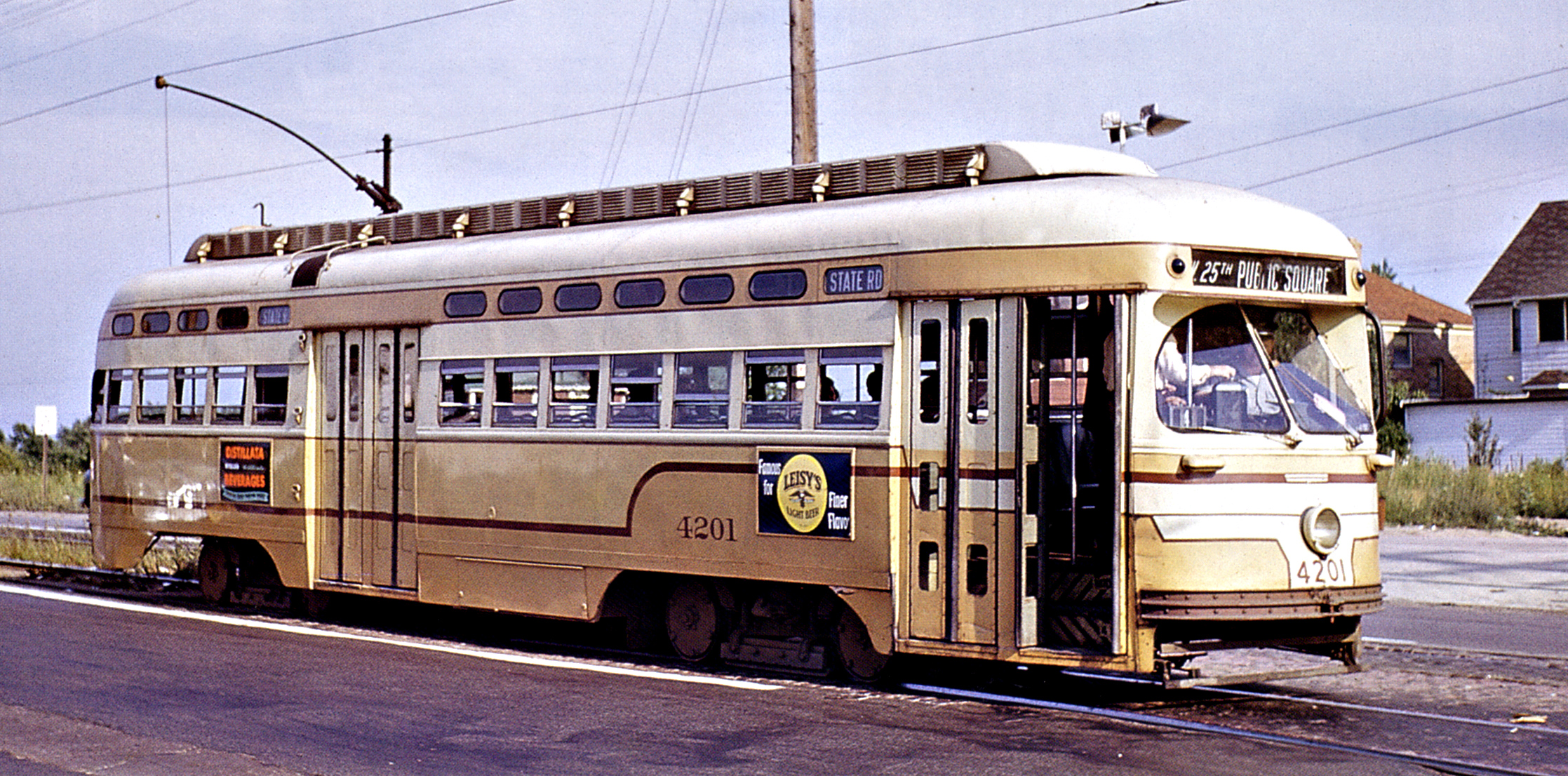
PCC-Wagen mit „Standee-Windows“ in Cleveland

Der PCC-Wagen (PCC streetcar) ist ein in den 1930er Jahren in den Vereinigten Staaten entwickelter, vierachsiger Großraumstraßenbahnwagen. Das Akronym PCC steht für Presidents’ Conference Committee – es handelt sich um ein Fahrzeug, dessen Baumerkmale im Oktober 1929 in der Direktorenkonferenz der US-Verkehrsbetriebe festgelegt wurden.

## Geschichte

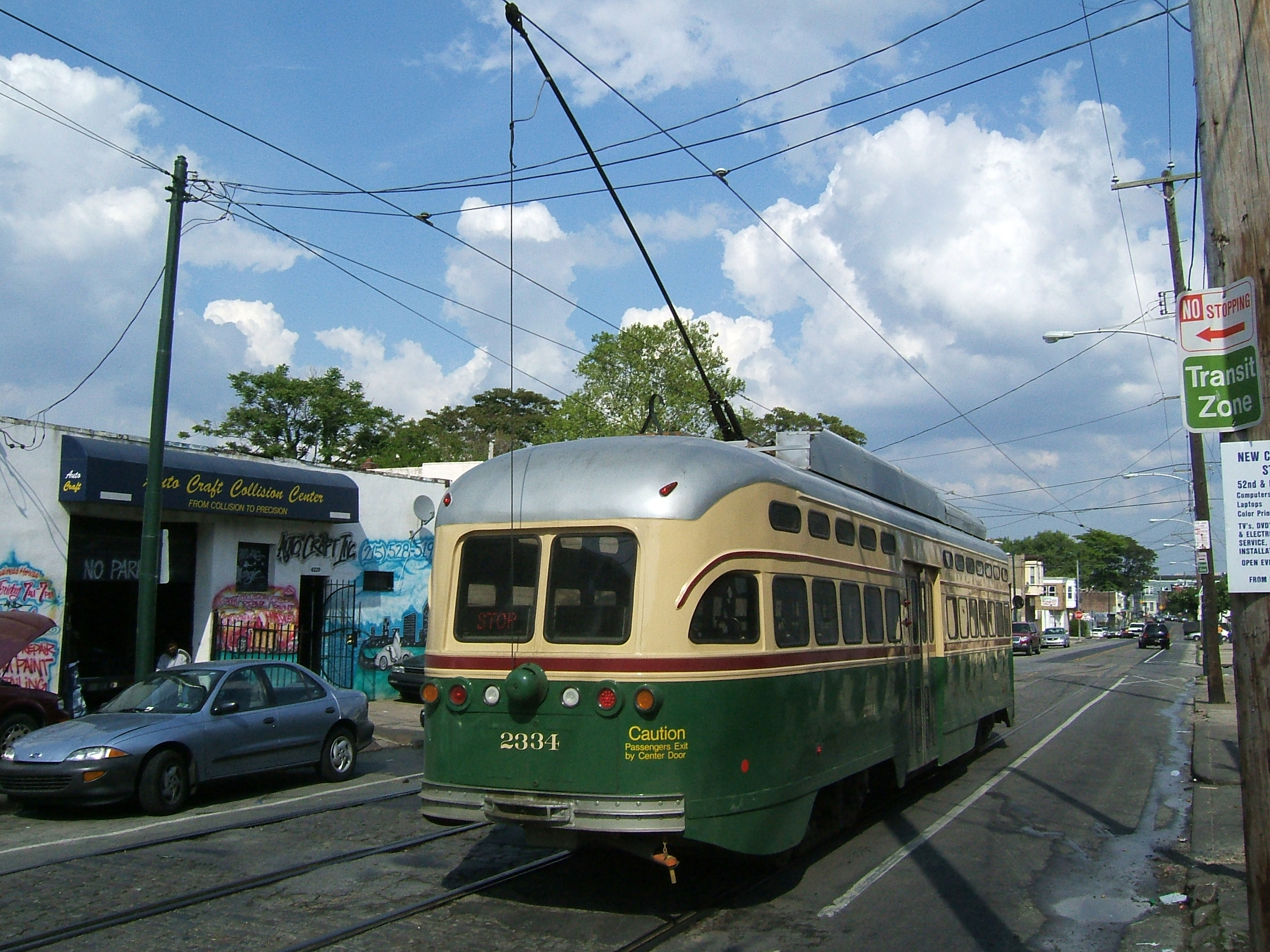
Heckansicht eines PCC-Wagens in Philadelphia

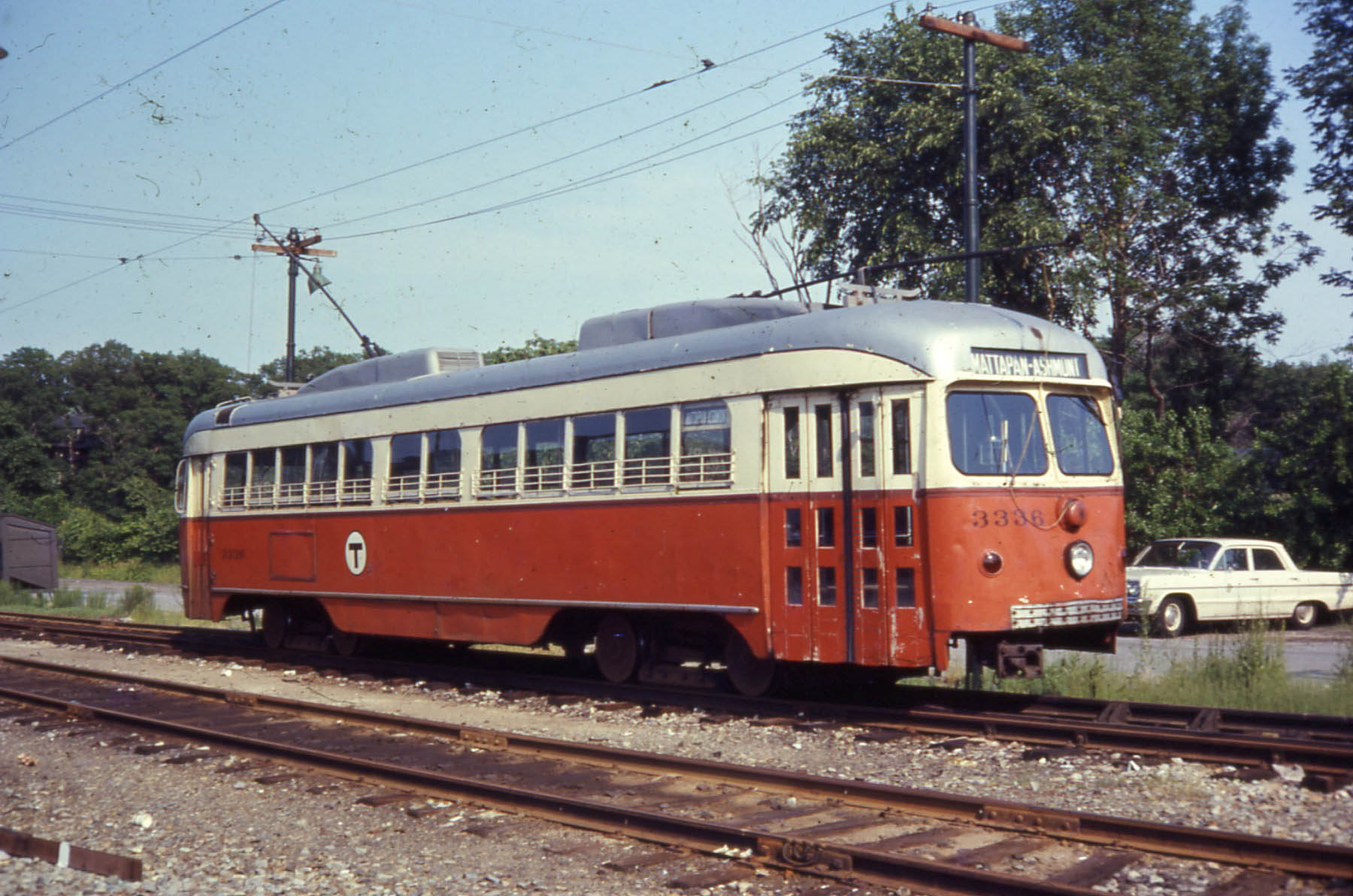
Zweirichtungswagen der Massachusetts Bay Transportation Authority (MBTA), 1967

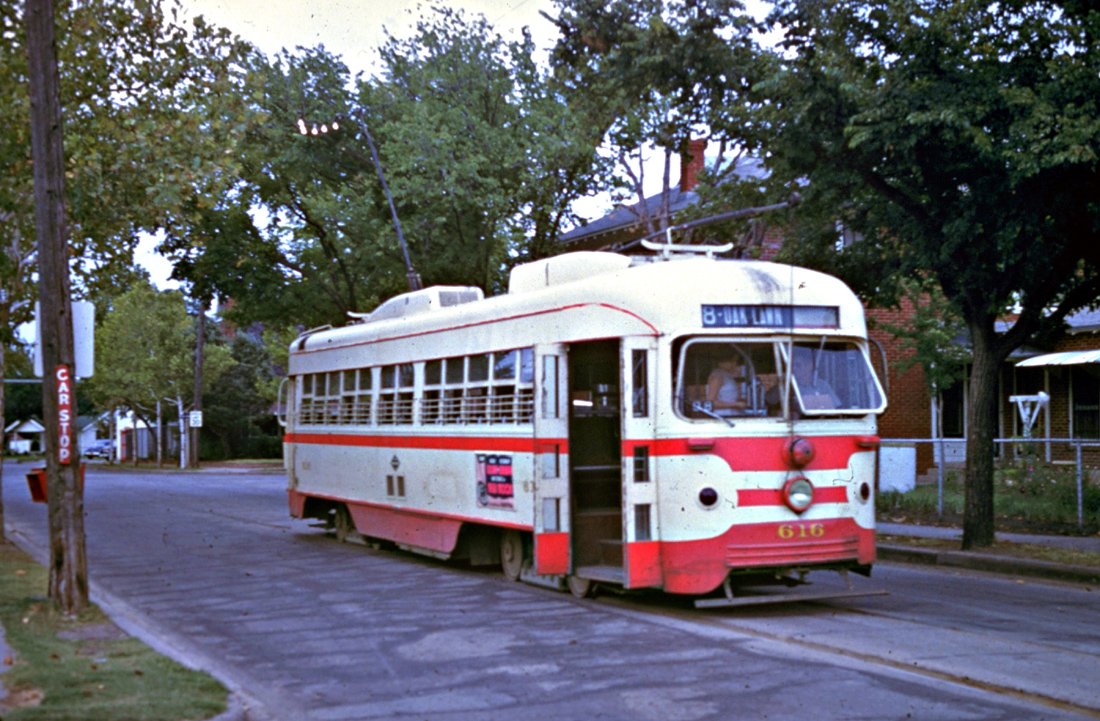
Zweirichtungs-PCC mit geöffneten Stirnfenstern in Dallas, 1948

Bei den Straßenbahnen und Überlandstraßenbahnen der USA standen um 1920 rund 80.000 elektrische Triebwagen für den Personenverkehr im Einsatz. Da die Konkurrenz durch Omnibusse, Oberleitungsbusse und vor allem den Individualverkehr immer größer wurde, suchten ab 1925 die Hersteller und einzelne Betriebe nach Möglichkeiten zur Verbesserung der Wagenparks. Ziel waren die Verminderung der Bau-, Betriebs- und Unterhaltungskosten und die Vereinheitlichung von Ersatzteilen, reduzierte Fahrgeräusche sowie eine erhöhte Verfügbarkeit und ein verbesserter Komfort. Die mehreren tausend in den 1920er Jahren neu gebauten Straßenbahnwagen, darunter das Birney Safety Car als eines der am häufigsten verkauften Modelle, galten nicht als wirklich modern gegenüber ihren Vorgängern aus der Zeit vor dem Ersten Weltkrieg. Sie waren wenig komfortabel und unwirtschaftlich im Betrieb.
Im Rahmen einer Ausstellung anlässlich der Jahrestagung der American Electric Railway Association (AERA) wurden 1929 in Chicago einige Neuentwicklungen der Fahrzeugindustrie präsentiert. Die dort vorgestellten Wagen überzeugten die anwesenden Betriebsleiter aber nicht. Sie schufen einen übergreifenden Arbeitskreis, um einen von Grund auf neuen, weitgehend standardisierten Triebwagen zu entwickeln. Zu diesem Zweck wurde aus den AERA-Mitgliedern heraus das Electric Railway Presidents Conference Committee (ERPCC) gegründet, das den „Straßenbahnwagen der Zukunft“ (Streetcar of the Future) entwickeln sollte. Vorsitzender wurde Clarence Floyd Hirshfeld, ehemals Forschungschef der Detroit Edison Company. Man begann mit der Ausarbeitung spezifischer Anforderungen und der Untersuchung existierender Fahrzeuge in Brooklyn, wo 1934 dann zwei Prototypen getestet wurden. Der hierbei entstandene PCC-Wagen (1931 nannte sich das ERPCC in PCC um) sollte die Qualität und Effektivität des Verkehrsmittels Straßenbahn deutlich verbessern.
Als grundlegende Anforderungen wurden formuliert:
- eine hohe Beschleunigung (von 0 auf 40 km/h in weniger als 10 Sekunden)
- ein gutes Bremsverhalten (aus 40 km/h zum Stillstand in weniger als 4 Sekunden)
- eine hohe Laufruhe
- geringe Fahrgeräusche
- ein niedriger Wartungsaufwand
- die Eignung für den Einmannbetrieb
- ein hoher Fahrgastkomfort
- ein geringes Gewicht
- ein modernes Design

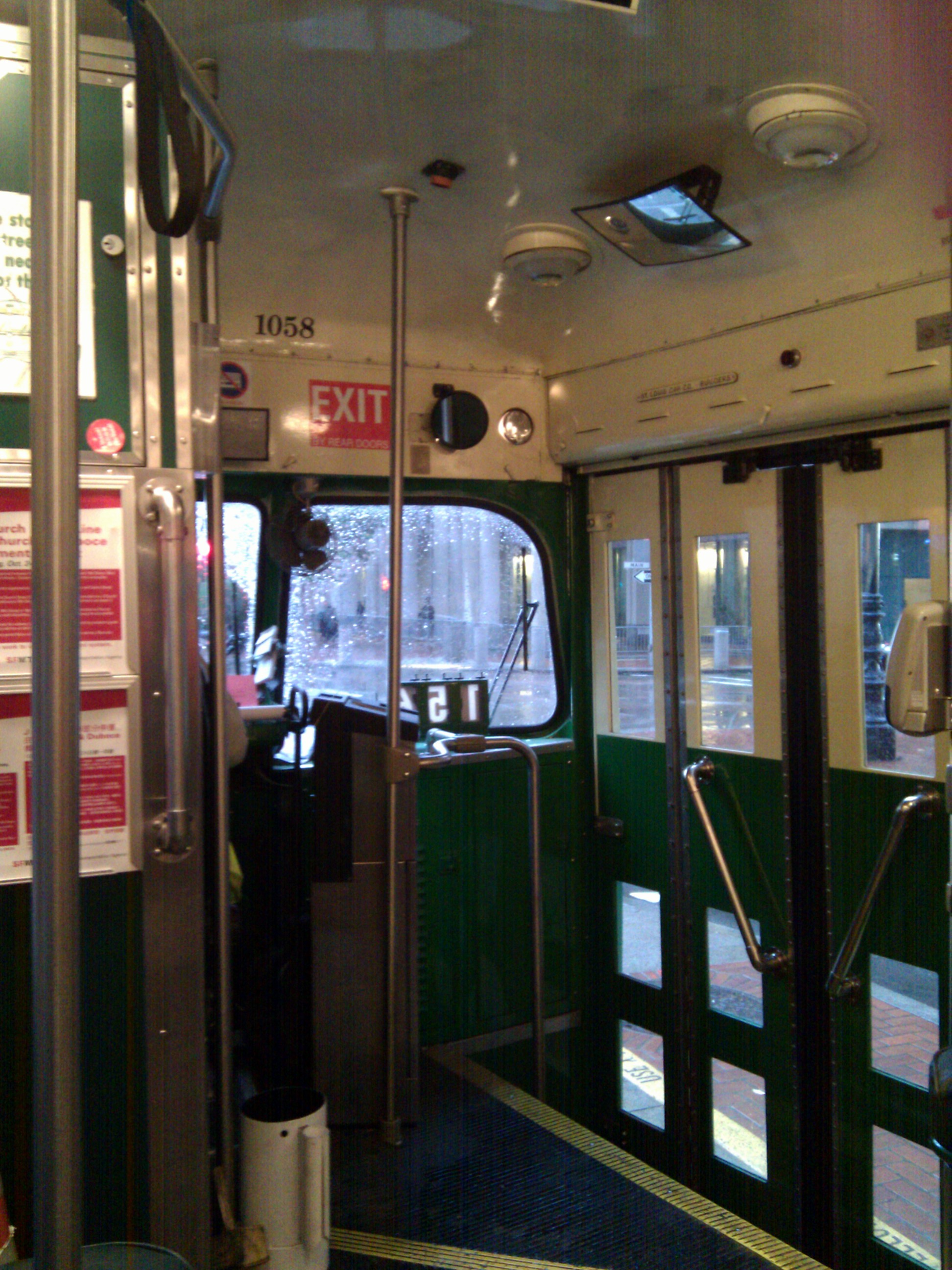
Eingangsbereich des Chicagoer Wagens 1058

Ergebnis der Überlegungen war ein gut gefederter vierachsiger Triebwagen in selbsttragender Leichtbauweise. Er ließ höhere Geschwindigkeiten zu, beschleunigte dank der hohen Antriebsleistung gut und zeigte dennoch ein befriedigendes Bremsverhalten. Die Wagenenden des modern wirkenden Fahrzeugs waren abgerundet; die zweiteilige Frontscheibe war schräggestellt, damit sie innen blendfrei war. Dank fernbedienter Türen und neuartiger Sitzplatzanordnung war es für Einmannbetrieb ohne Schaffner geeignet, der Fahrgastfluss ermöglichte kürzere Haltestellenaufenthalte und damit eine höhere Reisegeschwindigkeit.
Die elektrische Ausrüstung wurde von Westinghouse entwickelt, seitens der Fahrzeugbauer waren die St. Louis Car Company und Pullman-Standard verantwortlich. Pullman stellte 1934 den Prototyp der Bauart B vor, der als erster PCC-Wagen angesehen werden kann. Das Design des Einrichtungswagens war von der seinerzeit aufkommenden Stromlinien-Moderne inspiriert. Neuartig waren der sogenannte Beschleuniger und die Drehgestelle. Zur Vermarktung der Patente  wurde die Transit Research Company (TRC) gegründet.

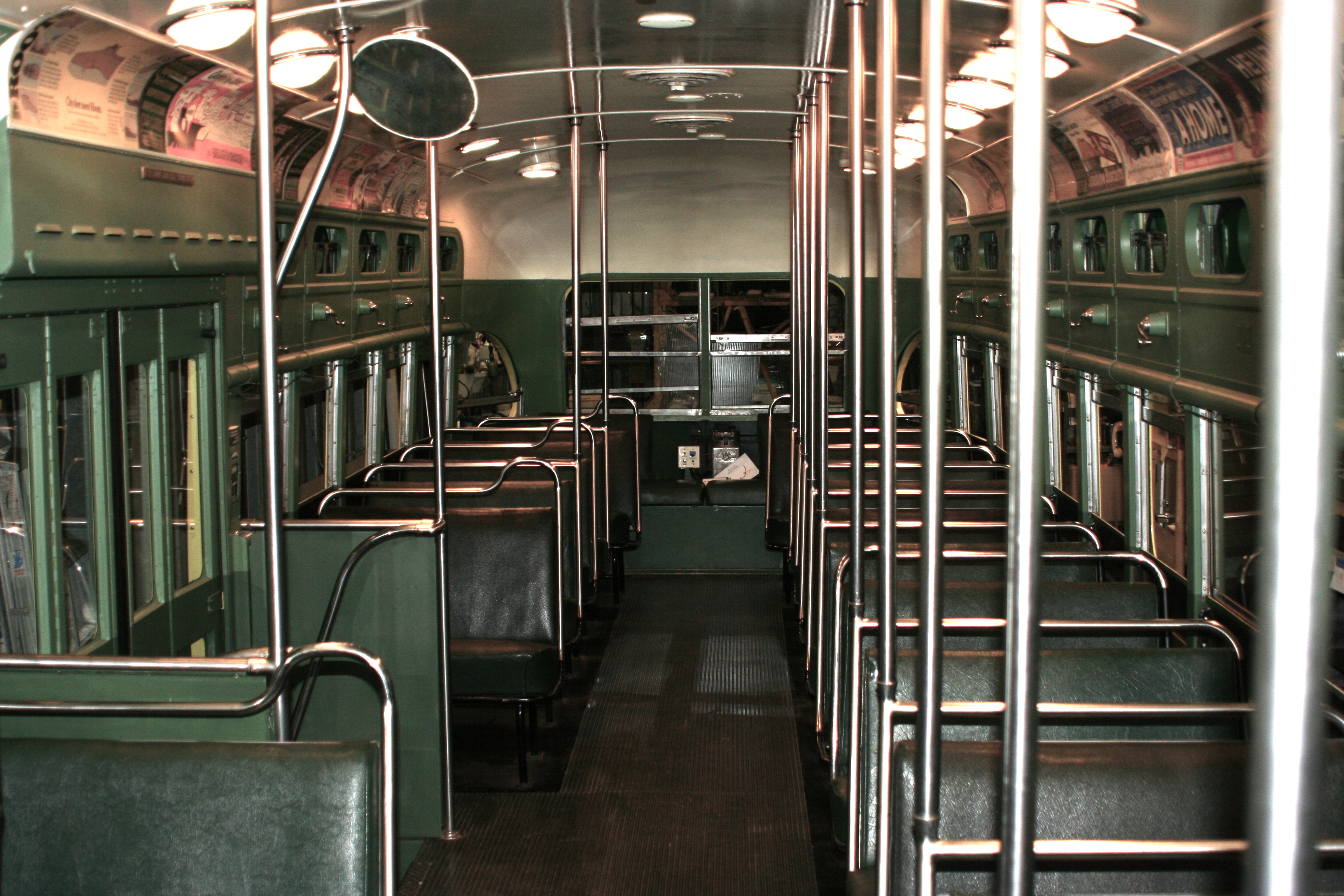
Innenraum eines Einrichtungs-PCC der Twin City Rapid Transit Company (TCRT) in Minneapolis-Saint Paul, Blickrichtung Heck

1935 wurden die ersten Serienfahrzeuge präsentiert, die nur geringfügig vom Prototypen abwichen. Die Charakteristika waren:
- vierachsiger Einrichtungs-Großraumwagen
- Allachsantrieb
- Antriebsleistung ca. 4 × 40 kW
- Höchstgeschwindigkeit ca. 70 km/h
- Drehzapfenabstand 6,8 m
- Wagenlänge ca. 14,2 m
- Wagenbreite 2,54 m
- um 12° geneigte Frontscheibe
- separate Einstiegs- (vorn) und Ausstiegstüren (mittig)
- zentrale Türsteuerung durch den Fahrer
- kein Schaffner vorgesehen
- rund 48 Sitz- und bis zu 70 Stehplätze

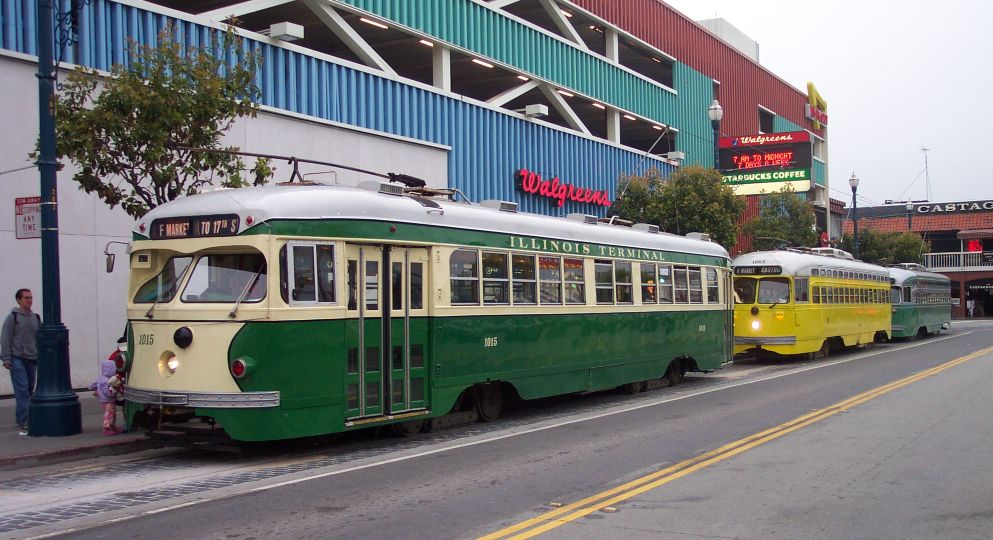
PCCs mit unterschiedlichen Wagenkästen auf der Museumslinie F in San Francisco – vorn der 1948 für die San Francisco Municipal Railway gebaute Zweirichtungswagen 1015 in den Farben der Illinois Terminal Railroad (ITS)

Im Sommer 1936 gingen in Brooklyn und Baltimore die ersten Serienfahrzeuge in Betrieb. Vom Wagenkasten her war der PCC weniger standardisiert als bezüglich der technischen Einrichtung. Es gab ihn in verschiedenen Längen und Breiten, in Ein- und Zweirichtungsausführung, mit unterschiedlichen Türanordnungen und Bauformen der Stirn- und Seitenfenster. Bis zum Kriegseintritt der USA im Jahr 1941 wurden mehr als 2200 Wagen gebaut, von denen rund ein Drittel mehr oder weniger deutliche Abweichungen gegenüber dem Standard aufwiesen. Die meisten Standardwagen des sogenannten „Pre-war-Designs“ gingen bis dahin nach Pittsburgh (400 Exemplare) und Toronto (290 Fahrzeuge). Sie alle wiesen noch nicht die „Standee-Windows“, eine Reihe kleiner Oberlichter unterhalb der Dachkante auf, die vielfach als typisch für PCC-Wagen gehalten werden. Diese Fenster, die stehenden Fahrgästen einen besseren Ausblick gewähren sollten, wurden zwar erstmals 1936, serienmäßig aber erst nach 1945 eingeführt.
83 Wagen des Baujahrs 1936 für die Chicago Surface Lines waren länger als üblich und erhielten eine dritte Tür am Fahrzeugende. Die Hauptstadt Washington erwarb ab 1937 insgesamt 365 PCCs, die die größte von der Norm abweichende Serie darstellten. Um auf die Schiebebühnen der dortigen Betriebshöfe zu passen, waren sie um ein Fenster kürzer ausgeführt, und der Drehzapfenabstand auf 6,3 m reduziert. Erste Zweirichtungs-PCCs erhielt Ende der 1930er Jahre die Pacific Electric Railway Company in Los Angeles. Damals verkehrten in San Francisco und Philadelphia bereits ähnlich aussehende Zweirichter, die aber keine PCCs waren.

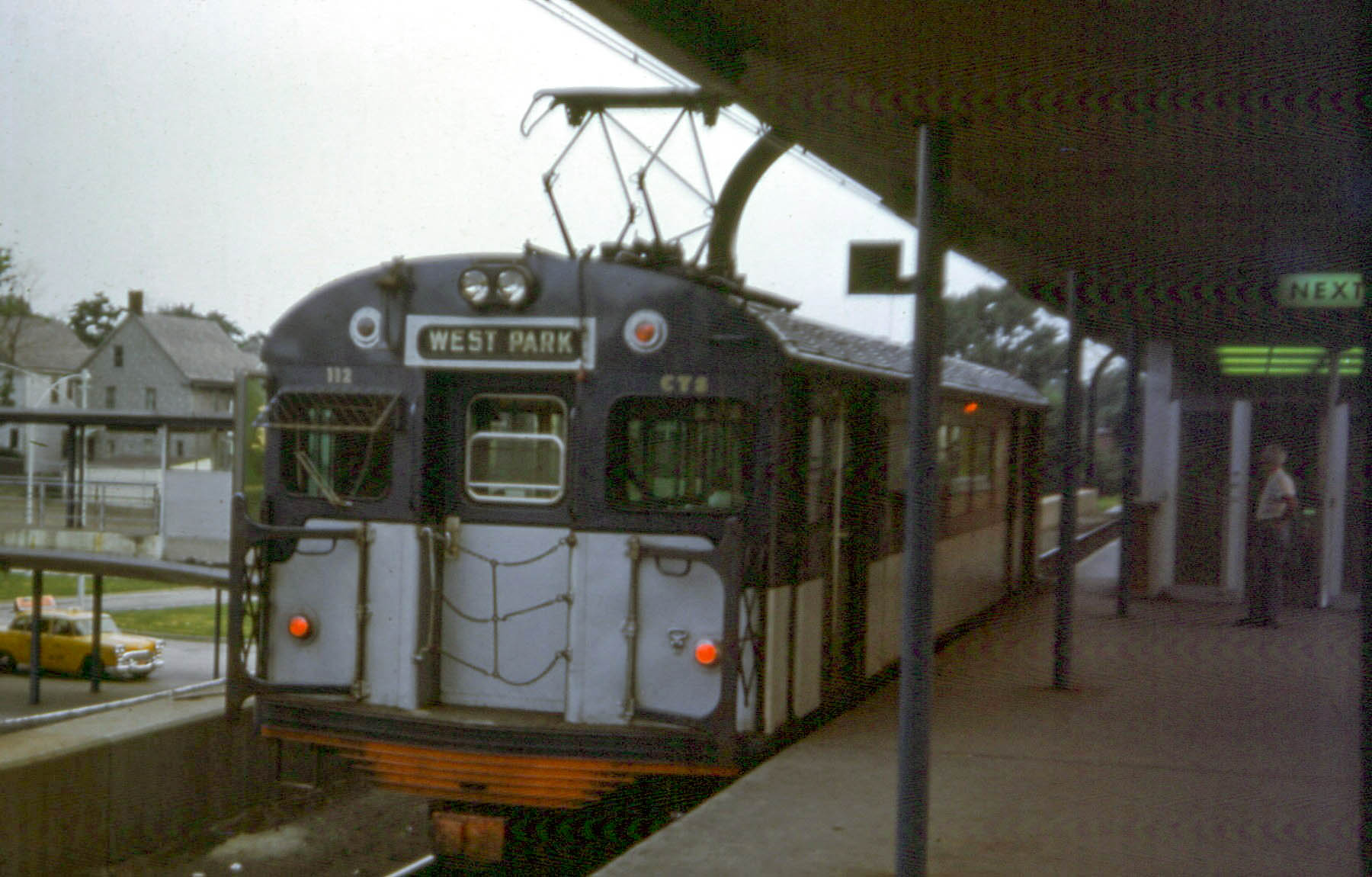
U-Bahn-Wagen auf PCC-Basis („Blue Bird“) der Red Line in Cleveland, 1966

Um den Fahrer besser vor Reflexionen zu schützen, beschaffte St. Louis 1940 100 PCCs mit – mit 30° – stärker geneigter Frontscheibe. Im Nachkriegsdesign wurde der Neigungswinkel aus Gründen der Platzersparnis auf 24° reduziert. Wegen der Mittelbahnsteige ihrer Green Line kaufte die Boston Elevated Railway 1941 20 Wagen mit zusätzlichen linksseitigen Türen. Die Los Angeles Railway erwarb für ihr ausgedehntes Kapspurnetz als einziger US-Betrieb schmalspurige Triebwagen, die jedoch breiter als die Standardfahrzeuge waren. Zudem waren dies die einzigen Wagen, die modifizierte Drehgestelle erhielten.
Insgesamt wurde dieser 1929 bis 1935 entwickelte Wagentyp für den nordamerikanischen Markt bis in die 1950er Jahre hinein beschafft. Bis 1952 wurden dort mehr als 5000 PCC-Wagen für 28 Verkehrsbetriebe gebaut. Letzter PCC war der Wagen 1040 für die San Francisco Municipal Railway. Hinzu kamen bis Ende der 1950er Jahre rund 900 U-Bahn-Wagen für Chicago, Boston, Cleveland und Philadelphia, die technisch auf dem PCC-Wagen aufbauten.
Trotz aller Innovationen konnten die PCC-Wagen den Niedergang der Straßenbahnen in den USA allenfalls verlangsamen, aber nicht aufhalten. Der Große Amerikanische Straßenbahnskandal führte zur Zerstörung fast aller Netze – mit der Straßenbahn New Orleans überlebte ausgerechnet ein Betrieb, der nie einen PCC gekauft hatte.

## Technische Merkmale

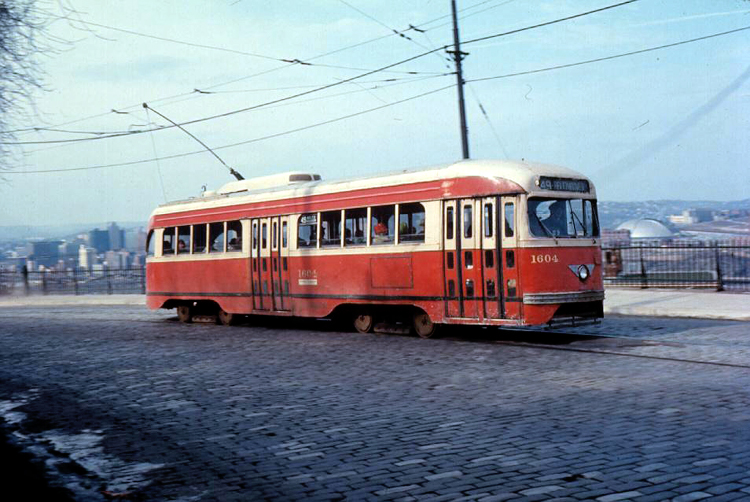
Wagen 1604 der Straßenbahn Pittsburgh, einer der ersten All-electric cars

Der ursprünglichen Fahrzeuge waren vierachsig mit zwei symmetrisch gebauten Drehgestellen und Stangenstromabnehmern. Alle Achsen waren angetrieben, die vier Tatzlagermotoren leisteten jeweils 40 bis 43 kW. Das Drehgestell mit H-Rahmen war schwerer als ältere Konstruktionen, was durch die leichteren Motoren jedoch ausgeglichen wurde.
Anstelle eines Fahrschalters und separaten Bremswiderständen erhielt er einen sogenannten  „Beschleuniger“ mit Pedalsteuerung, der diese beiden Elemente in sich vereinigte. Diese neue Art der Feinstufensteuerung ermöglichte eine genauere Regelung und weitgehend ruckfreies Anfahren und Bremsen. Die von Westinghouse entwickelte Schaltung bestand aus einer 99-poligen Walzensteuerung. Mit den Pedalen steuerte der Fahrer die Beschleunigung und Verzögerung des Wagens. In allen Beschleunigunsstufen wurde nach Durchlaufen des Beschleunigers die Höchstgeschwindigkeit erreicht. Da die Motoren permanent parallel geschaltet waren, war der Stromverbrauch sehr hoch.
Erstmals erhielten die Radsätze eine eigene Federung. Gummieinlagen zwischen Radscheibe und Radreifen verringerten die Rollgeräusche und dienten als primäre Federung. Gekapselte, wartungsfreie Rollenachslager waren bei Straßenbahnwagen ebenfalls neu.
Die frühen Fahrzeuge besaßen noch Druckluft-Einrichtungen zum Öffnen und Schließen der Türen, auch die Bremsen waren druckluftbetätigt. In späteren Serien wurden elektrische Türantriebe und generatorische Bremsen verbaut. Diese weiterentwickelten Fahrzeuge wurden in Nordamerika als All-electric cars bezeichnet.

## Hersteller und Betriebe in Nordamerika

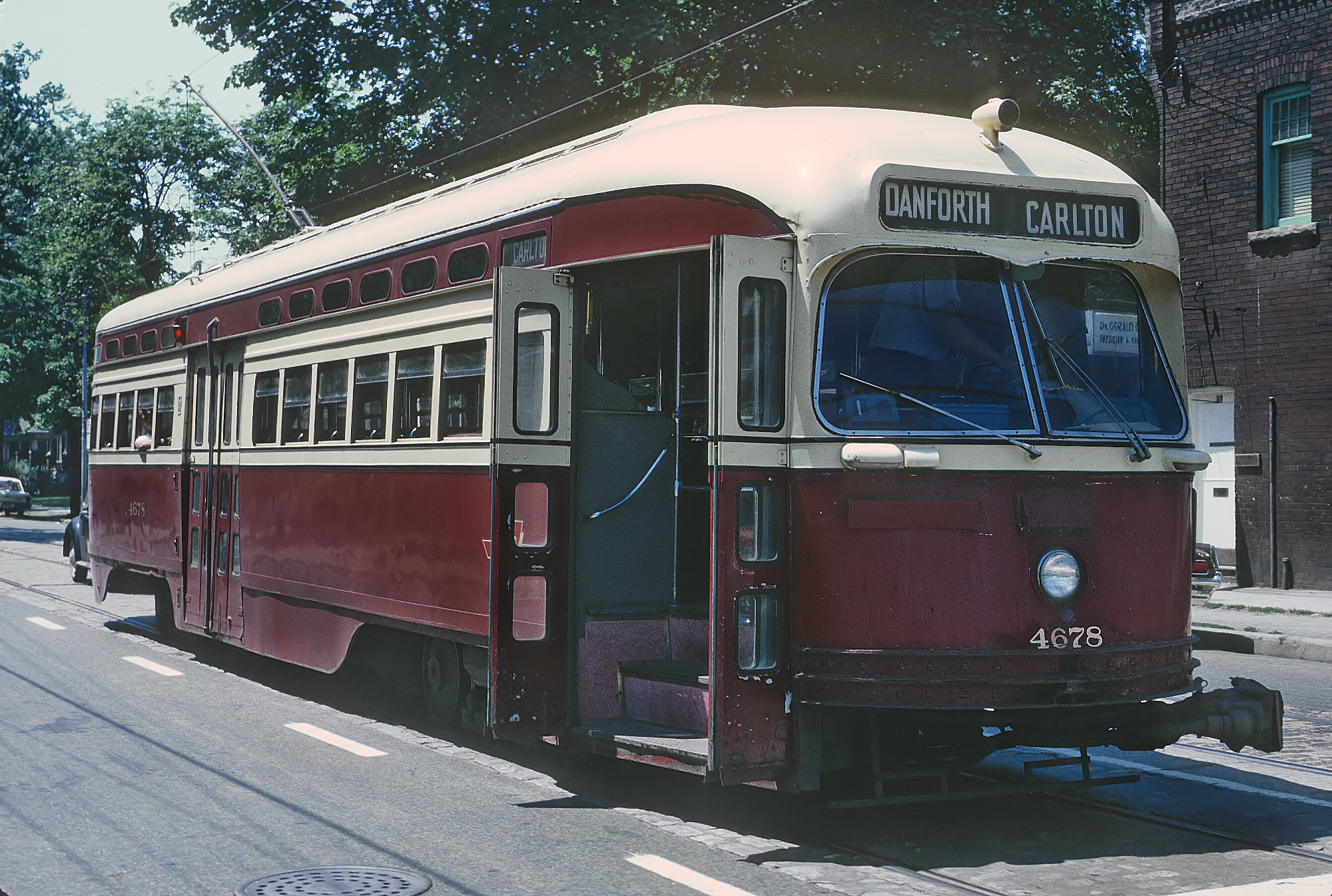
PCC-Wagen in Toronto, 1966

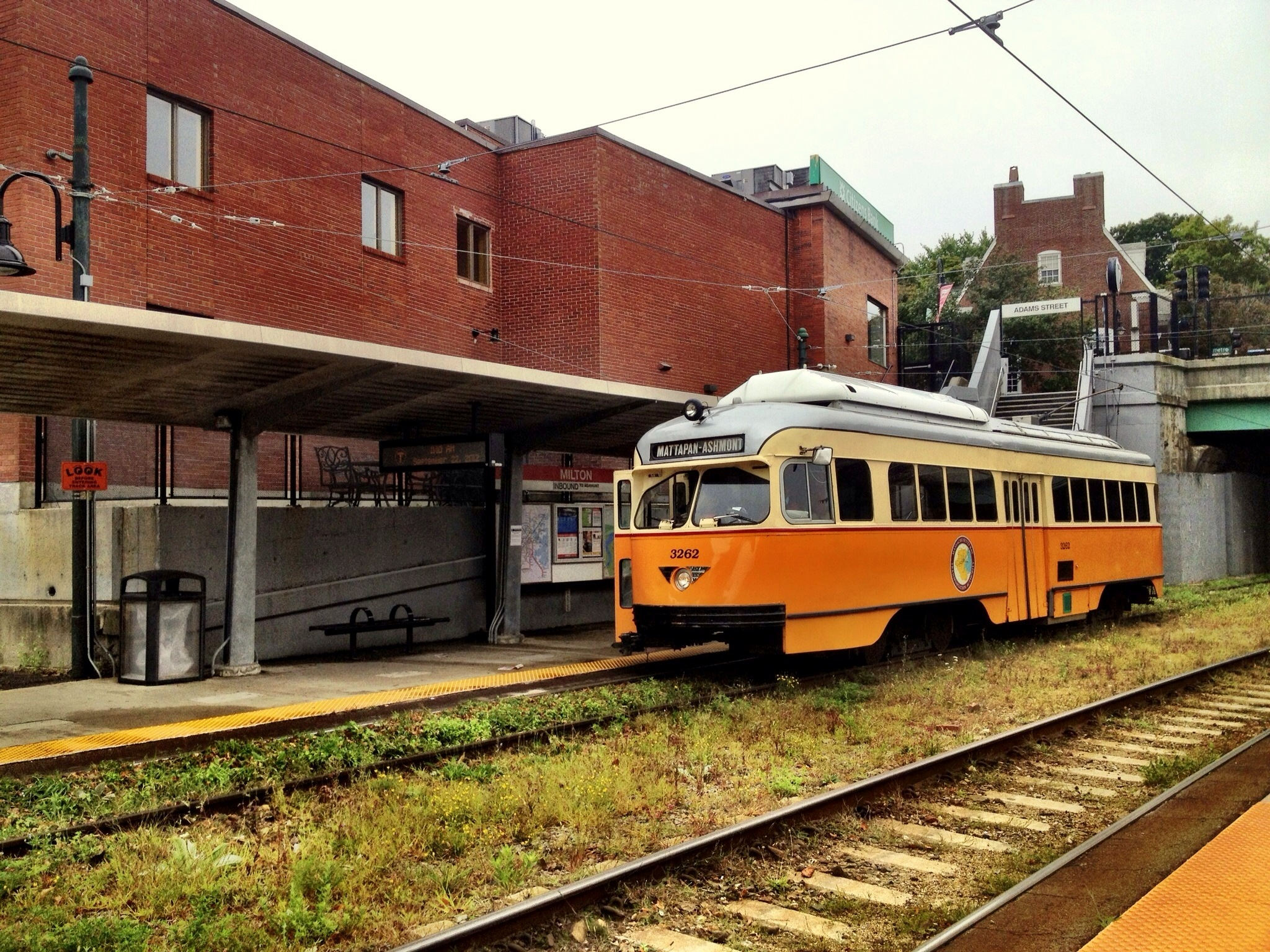
Modernisierter PCC-Wagen der Ashmont–Mattapan High Speed Line mit linksseitiger Mitteltür

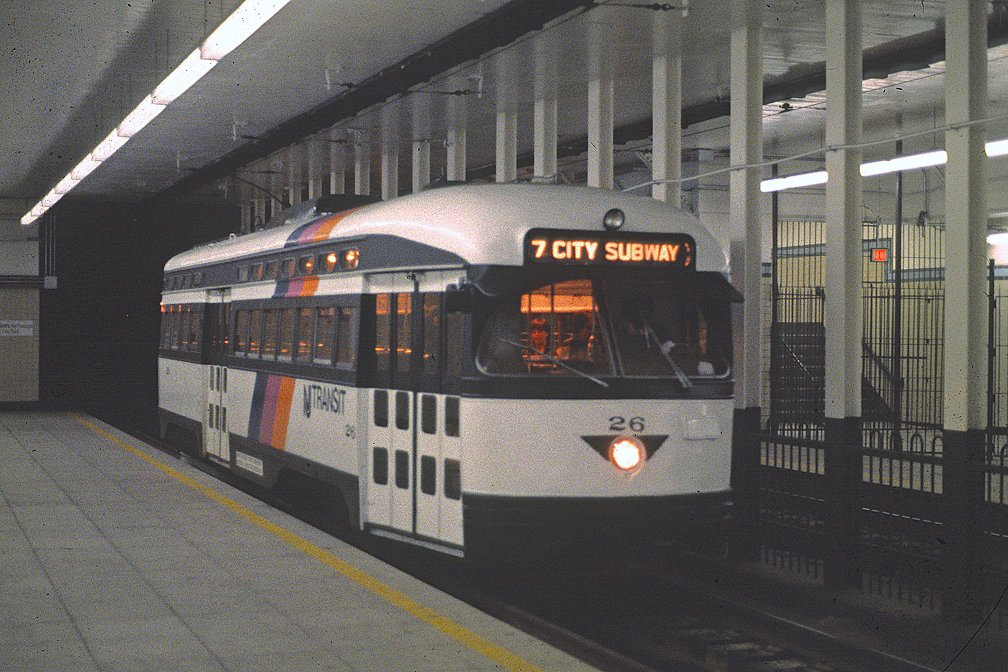
PCC-Wagen in der unterirdischen Haltestelle Broad Street der City Subway in Newark (New Jersey), 1985

Die St. Louis Car Company und Pullman Standard gehörten zu den ersten Herstellern, Clark Equipment baute einen Prototyp in Aluminium-Leichtbauweise. Für den kanadischen Markt wurden die Fahrzeuge von der St. Louis Car Company und der Canadian Car and Foundry in Montreal gefertigt.
Toronto in Kanada war mit 745 Wagen – davon 540 als Neufahrzeuge erworben – der größte PCC-Betrieb Nordamerikas. Als zahlreiche Städte nach dem Zweiten Weltkrieg ihre Straßenbahnen aufgaben, kaufte Toronto überzählige Wagen auf und hatte diese bis Mitte der 1990er Jahre im Einsatz. Die Chicago Transit Authority (CTA) kaufte 1948 683 PCCs; binnen zehn Jahren wurde ihr Netz jedoch stillgelegt, woraufhin viele dieser Fahrzeuge zu U-Bahn-Wagen umgebaut wurden. Die zweitgrößte PCC-Flotte der USA hatten mit 666 Wagen die Pittsburgh Railways (ab 1964: Port Authority of Allegheny County) in Pittsburgh, von denen die meisten nach wenigen Jahren in den Hochöfen endeten. Einige davon liefen aber bis weit in die 1990er Jahre hinein auf dem geschrumpften Restnetz im Alltagsdienst. Die kürzeren Washingtoner Wagen passten hingegen gut zu einigen europäischen Betrieben. Um 1960 konnten größere Stückzahlen nach Spanien und Jugoslawien verkauft werden.
In den meisten Städten, die gebrauchte PCCs erwarben, blieben die Flotten verhältnismäßig klein. Die City Subway in Newark (New Jersey) erwarb 1954 30 gebrauchte PCCs, die dort bis 2001 liefen.
Bei einigen Betrieben verkehren noch oder wieder PCC-Fahrzeuge:
- In Boston sind auf der Ashmont–Mattapan High Speed Line heute noch modernisierte PCC-Wagen unterwegs.
- Straßenbahn Kenosha (Wisconsin), die seit dem Jahr 2000 an Wochenenden und im Sommer verkehrt, nutzt alte Wagen aus Toronto.
- Die 2018 wiedereröffnete Straßenbahn El Paso setzt rekonstruierte PCCs des 1974 stillgelegten Vorgängerbetriebs ein.[4]
- In San Francisco fahren PCCs auf der mit historischen Straßenbahnwagen betriebenen Linie F.

## Hersteller und Betriebe in Europa

### Westliches Europa

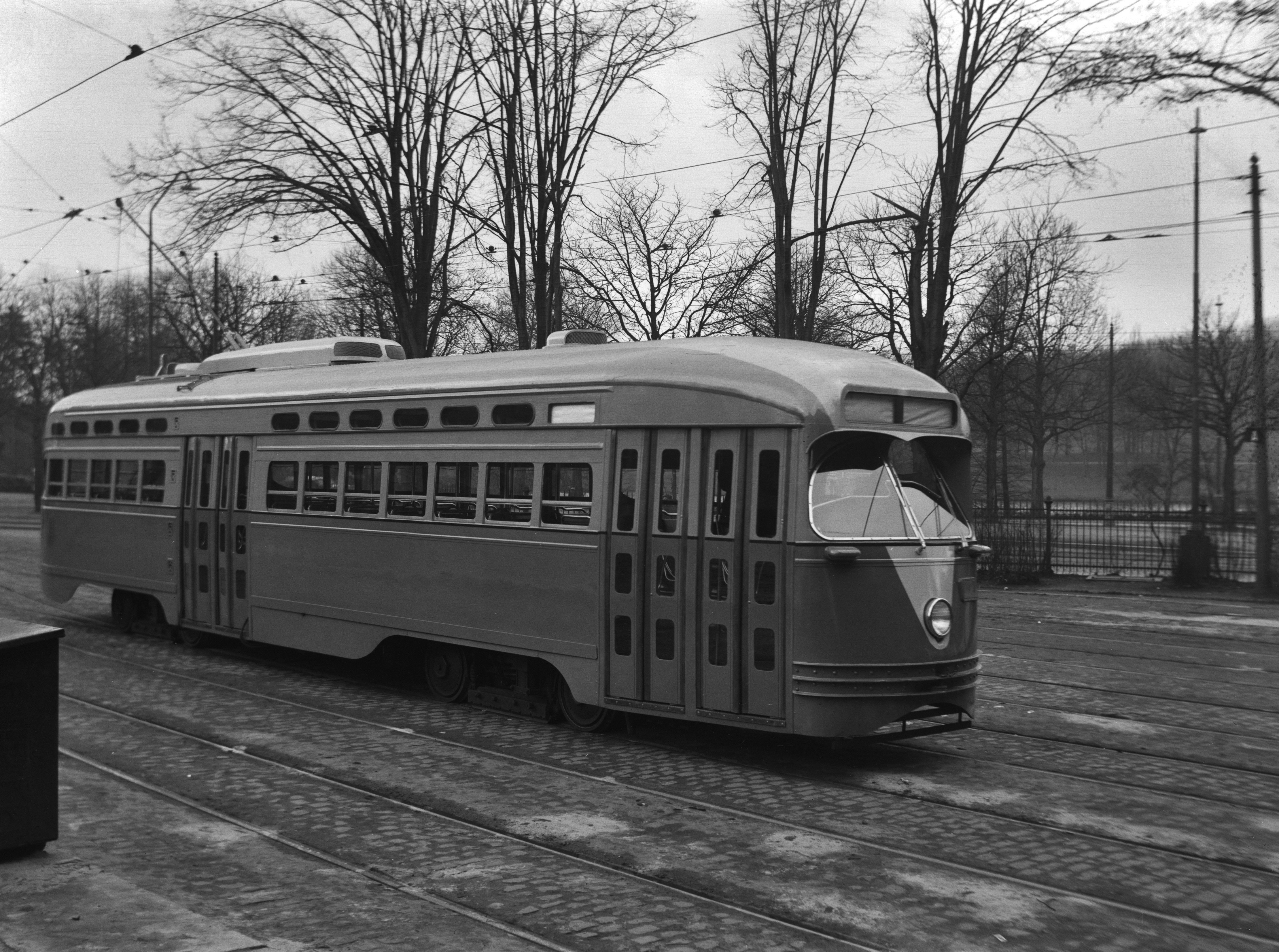
1947 aus den USA gelieferter Wagen in Brüssel, 1948

Auch in Europa wurden nach dem Zweiten Weltkrieg Straßenbahnwagen in PCC-Bauweise gefertigt. In Belgien bestand ein großer Bedarf an modernen Fahrzeugen. Der Krieg hatte im städtischen Nahverkehr große Verwüstungen angerichtet. Tausende von Wagen waren zerstört oder ins Deutsche Reich verbracht worden. Andere waren völlig überaltert.
1947 war aus den USA ein – in Anschluss an eine Serie für Detroit gebauter – Wagen zu Testfahrten nach Brüssel und Lüttich sowie zur SNCV nach Ostende gekommen. Aufgrund seiner Breite gab es für ihn aber kaum Einsatzmöglichkeiten. Bereits 1942 hatte Fiat in Zusammenarbeit mit der italienischen Compagnia Generale di Elettricità (CGE) für Turin und Madrid je einen Prototyp ohne Lizenzvertrag gebaut. Zwischen 1944 und 1946 lieferte Fiat 49 Wagen nach Madrid, von 1951 bis 1958 nochmals 100 Fahrzeuge.

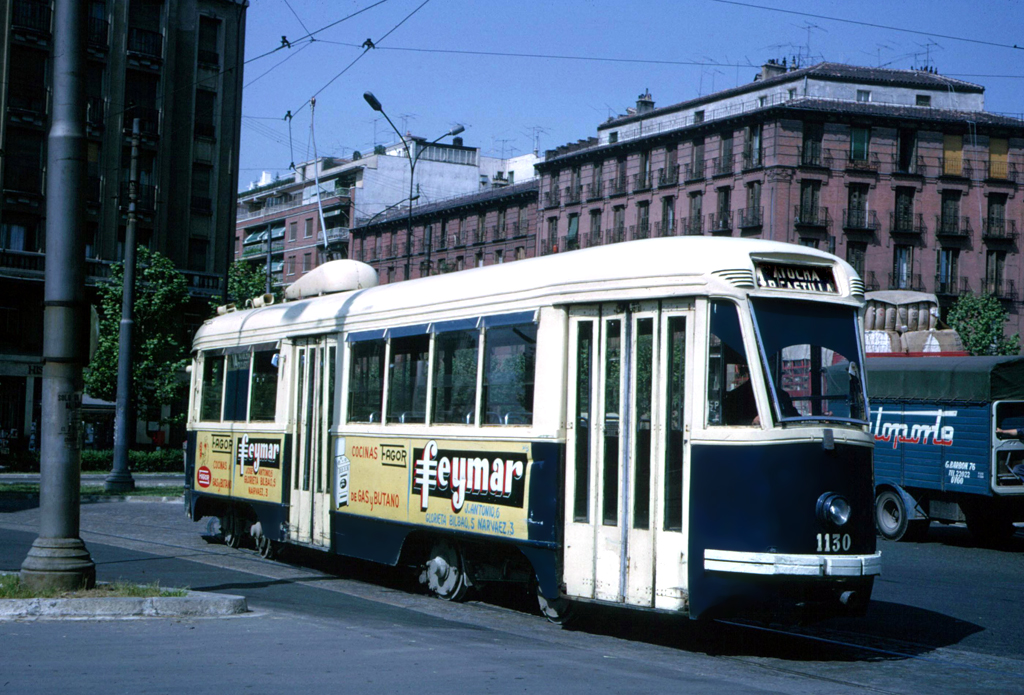
PCC-„Plagiat“ in Madrid, 1969

1945 erwarben zwei britische Hersteller von der TRC Lizenzen für den Nachbau. Die belgischen Firmen La Brugeoise, Nicaise et Delcuve und Ateliers de constructions électriques de Charleroi (ACEC) erhielten 1946 Lizenzen, 1947 dann Svenska Järnvägsverkstäderna (ASJ) in Schweden und 1948 ČKD Tatra in der Tschechoslowakei. Nennenswerte Stückzahlen von PCC-Lizenzwagen entstanden jedoch nur in der Tschechoslowakei und in Belgien.
Die Bauteile für die beiden ersten bei La Brugeoise in Brügge entstandenen Triebwagen wurden aus den USA importiert. Die Fahrzeuge wurden 1949 in die Niederlande nach Den Haag geliefert, sie wiesen noch das typisch amerikanische Aussehen mit zweigeteilter Frontscheibe und einer Vielzahl von – in einer Doppelreihe übereinander angeordneten – Fenstern auf. Mit einer Wagenbreite von 2,20 m waren sie aber schmaler als die mindestens 2,54 m breiten US-Fahrzeuge, und die zweite Doppeltür lag statt in der Wagenmitte am Heck, um einen besseren Fahrgastfluss zu ermöglichen. Sie waren 13,9 m lang, ihr Drehzapfenabstand betrug 6,3 m, die Frontfenster waren um 24° geneigt.

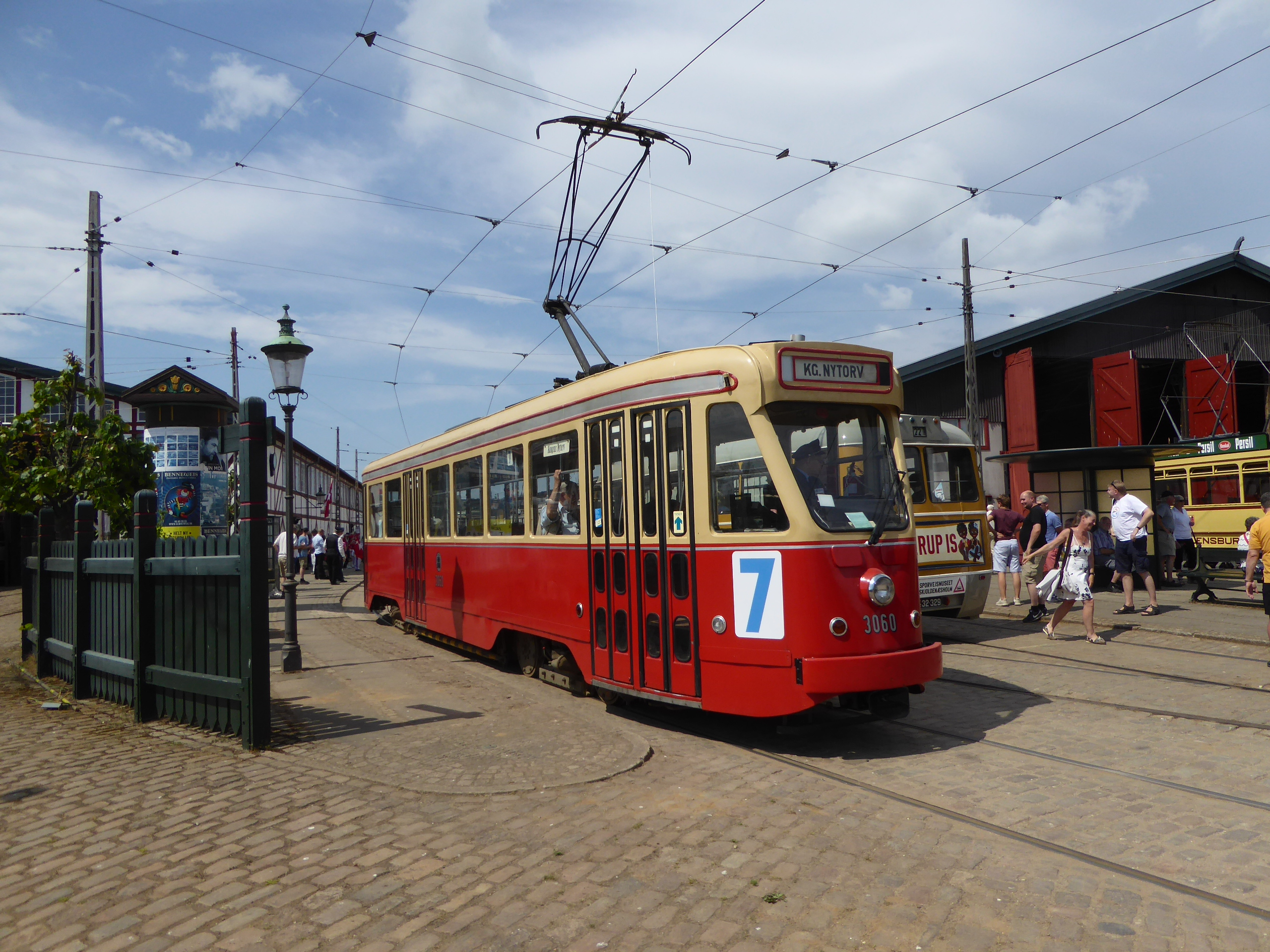
Hamburger Wagen 3060 im dänischen Straßenbahnmuseum Skjoldenæsholm

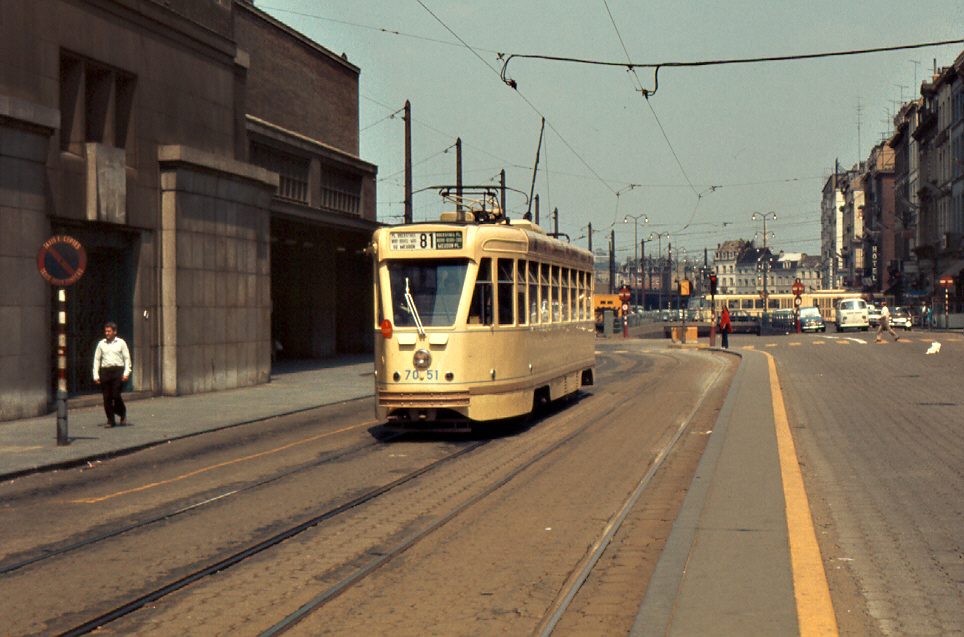
Brüsseler PCC-Triebwagen der ersten Serie mit einteiliger Frontscheibe, Stromstange und Bügelstromabnehmer

Bereits vor den Tests mit dem aus den USA gekommenen PCC-Wagen orderte die SNCV bei La Brugeoise 24 derartige Fahrzeuge. Die 1950/51 gebauten Triebwagen glichen weitgehend dem amerikanischen Original, sie waren jedoch nur 2,32 m breit und besaßen statt des Stangenstromabnehmers einen Scherenstromabnehmer über dem vorderen Drehgestell. 1960 wurden sie in die jugoslawische Hauptstadt Belgrad weiterverkauft, die bereits 1952 fünf PCC-Wagen erworben hatte.
Da das Aussehen des Wagenkastens dem Geschmack des europäischen Publikums nicht entsprach, gestaltete ihn La Brugeoise völlig neu. Dabei wurde das Design von italienischen Straßenbahnfahrzeugen der 1930er und 1940er Jahre aufgegriffen. Die nun spitzer zulaufende Front erhielt eine ungeteilte Scheibe in der Form eines auf dem Kopf stehenden gleichschenkligen Trapezes. Drei Doppeltüren ermöglichten einen rascheren Fahrgastwechsel, wobei die Mitteltür nach hinten versetzt war. Vor jener gab es vier, hinter ihr zwei Seitenfenster in „normaler“ Größe. Einen der beiden ersten dieser PCCs lieferte La Brugeoise als Wagen 3060 nach Hamburg, wo er jedoch nicht universell einsetzbar war. Abweichend vom PCC-Konzept – und auch von seinem Brüsseler Schwesterfahrzeug – waren seine Sitze abteilförmig vis-à-vis angeordnet. 1958 wurde er nach Kopenhagen abgegeben und gelangte schließlich als Tw 7000 nach Brüssel. Die erste Serie von 50 Fahrzeugen mit dem neuen Design, deren Drehgestelle wie beim Hamburger 3060 ganz (bei 24 Triebwagen) oder teilweise aus den USA bezogen wurden, ging 1951 bis 1953 nach Brüssel.

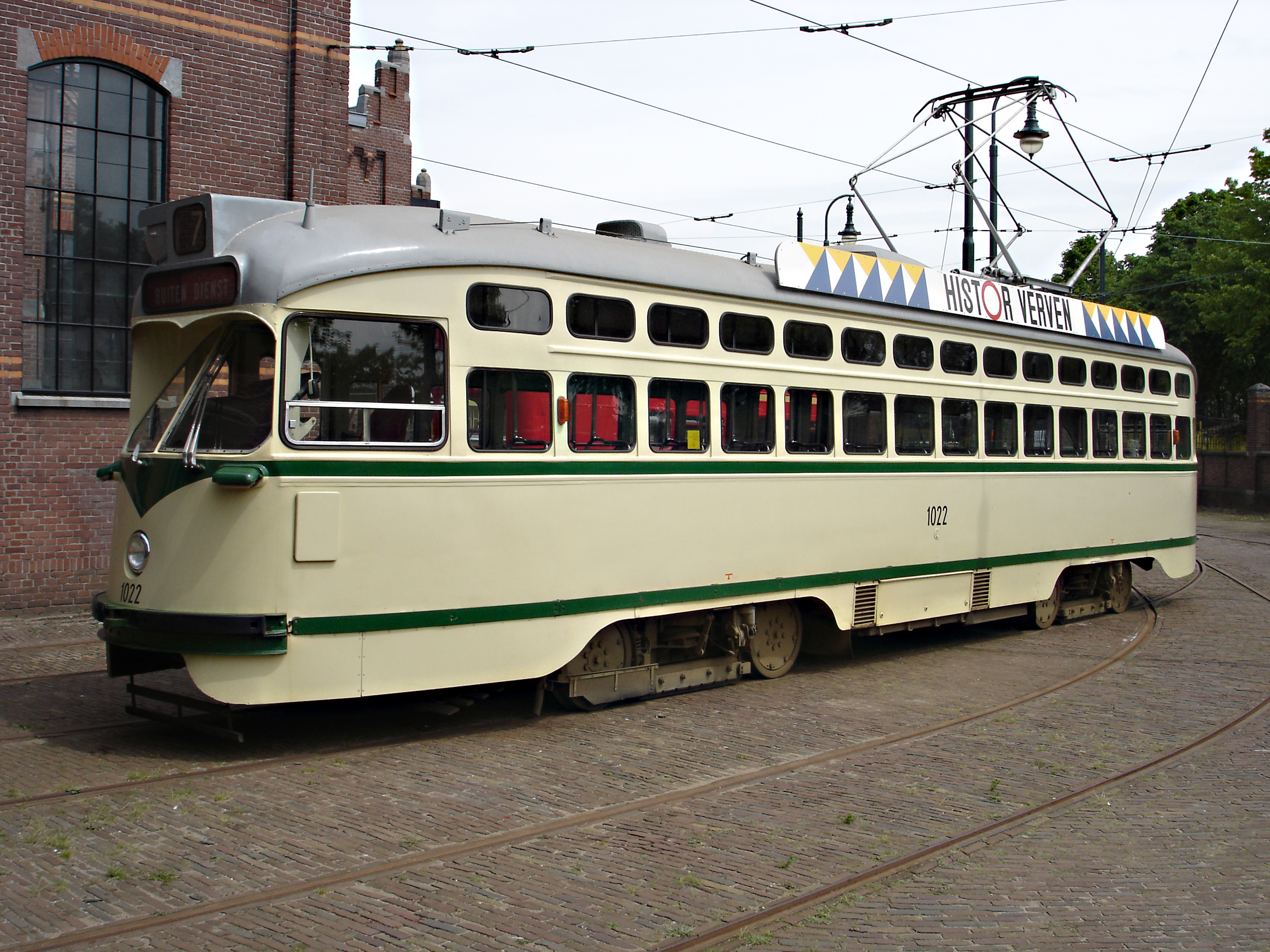
PCC-Wagen 1022 (Den Haag, Baujahr 1952) im Haager Verkehrsmuseum

Den Haag blieb dem amerikanischen Design jedoch weitgehend treu. Die ersten 22 Wagen aus den Jahren 1952/53 unterschieden sich hauptsächlich durch die geringere Länge und die Anordnung der Türen. Zwei Triebwagen baute ASJ für die Straßenbahn Stockholm, als einzige europäische PCCs waren sie für Linksverkehr ausgestattet und als erste für Doppeltraktion ausgelegt. In Italien entstanden auch lizenzierte Fahrzeuge: Officina Meccanica della Stanga lieferte 1957/58 zwanzig Wagen nach Rom, Breda drei nach Mailand.

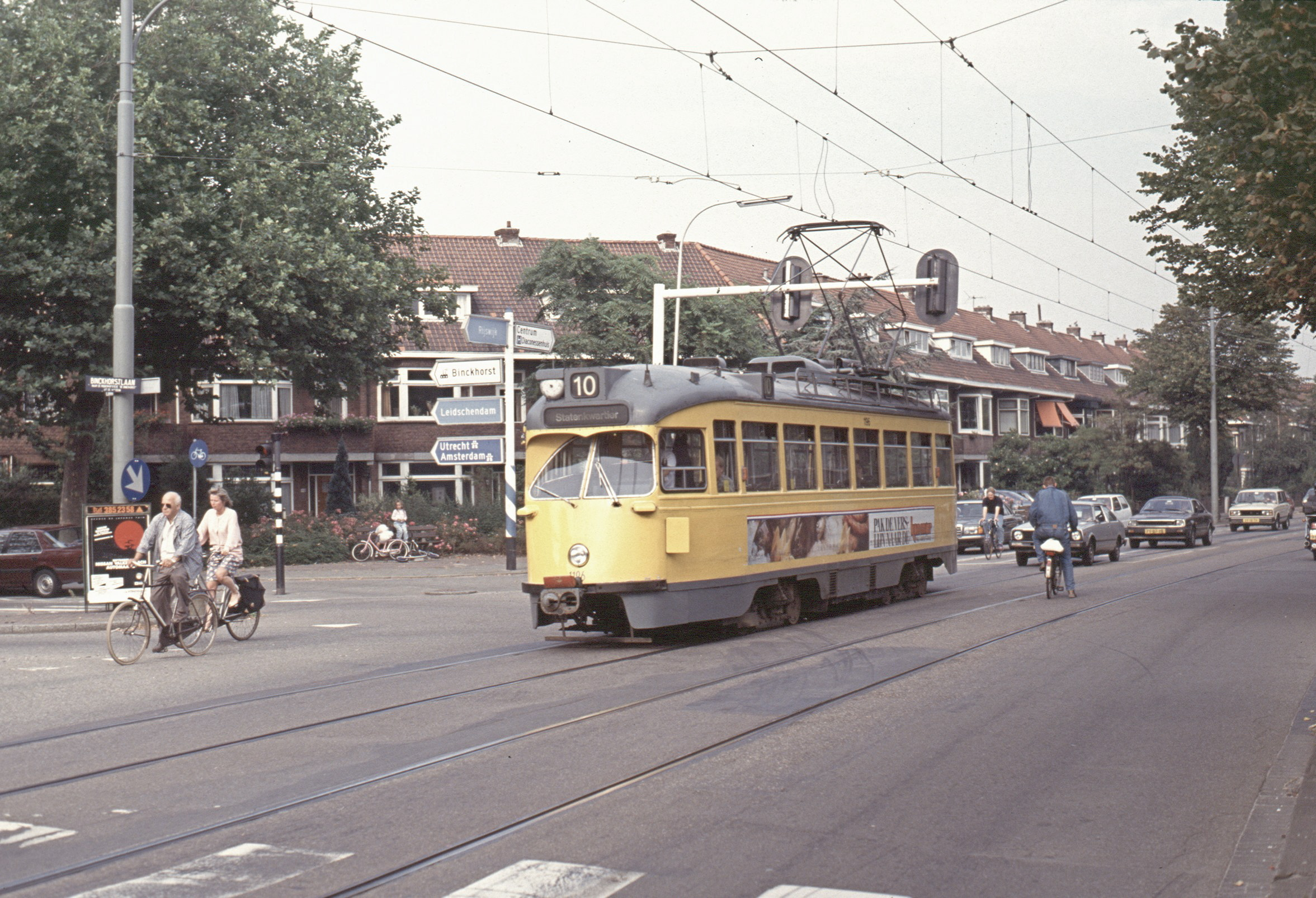
Haager PCC-Wagen 1186 der Serie 1957–1959 mit größeren Seitenfenstern in der für diese Bauart seit den 1980er Jahren üblichen gelben Lackierung, 1991

In den Jahren 1955 bis 1958 erhielt Brüssel weitere 105 PCCs, die denen der ersten Serie entsprachen. Die Drehgestelle, die elektrische Ausrüstung und weitere Teile der letzten 75 dieser Fahrzeuge stammten von 1947 für die Straßenbahn Kansas City gebauten Wagen. Den Haag erwarb 1957–1959 100 Wagen, die nun große Seitenfenster und eine dritte Tür aufwiesen sowie doppeltraktionsfähig waren.
In den späten 1950er Jahren begann die Straßenbahn Saint-Étienne, ihren Fahrzeugpark zu erneuern. 30 PCC-Fahrzeuge mit nur 2,02 m Wagenkastenbreite entstanden für die französische Stadt 1958/59 in Unterlizenz bei den Ateliers de Strasbourg. Sie wiesen eine geänderte Frontgestaltung mit einem um die Ecke gezogenen Stirnfenster auf. Auch die 61 von 1960 bis 1962 von La Brugeoise für Antwerpen gebauten Wagen erhielten diese Front. Ihr Fahrersitz wurde von der Mitte auf die linke Seite verlegt, um einsteigenden Fahrgästen mehr Platz zu bieten.

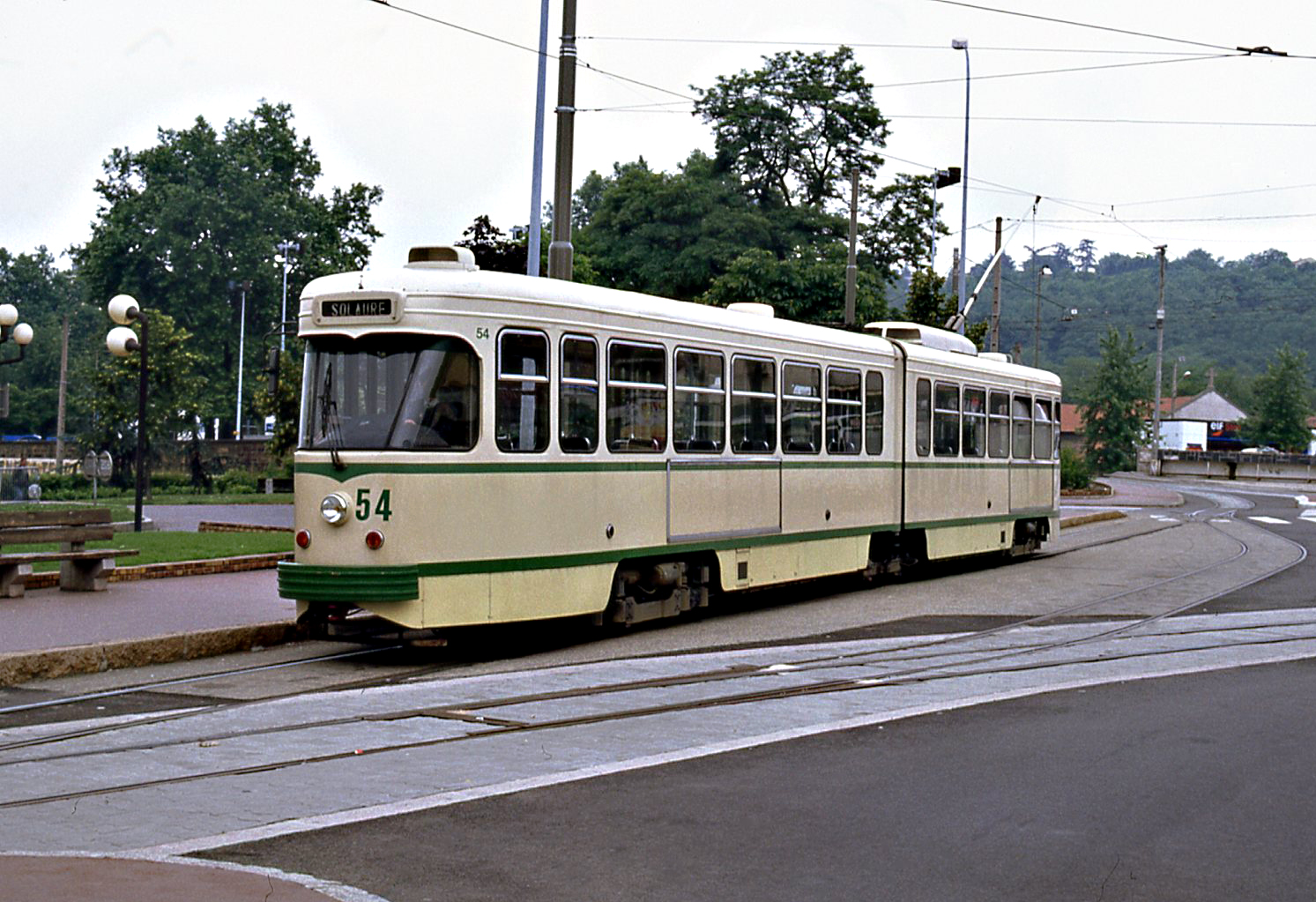
PCC-Gelenktriebwagen in Saint-Étienne, 1970er Jahre

1962 stellte La Brugeoise für die Straßenbahn Brüssel erstmals einen sechsachsigen Gelenkwagen in PCC-Bauweise vor, der aber ein Einzelstück blieb. Fünf Gelenkwagen erhielt 1967/68 hingegen Saint-Etienne, während Antwerpen und Den Haag – die beiden Städte bekamen jeweils weitere 40 PCCs – bei vierachsigen Fahrzeugen blieben. Die neuen Haager Fahrzeuge waren 15 cm breiter als ihre Vorgänger.

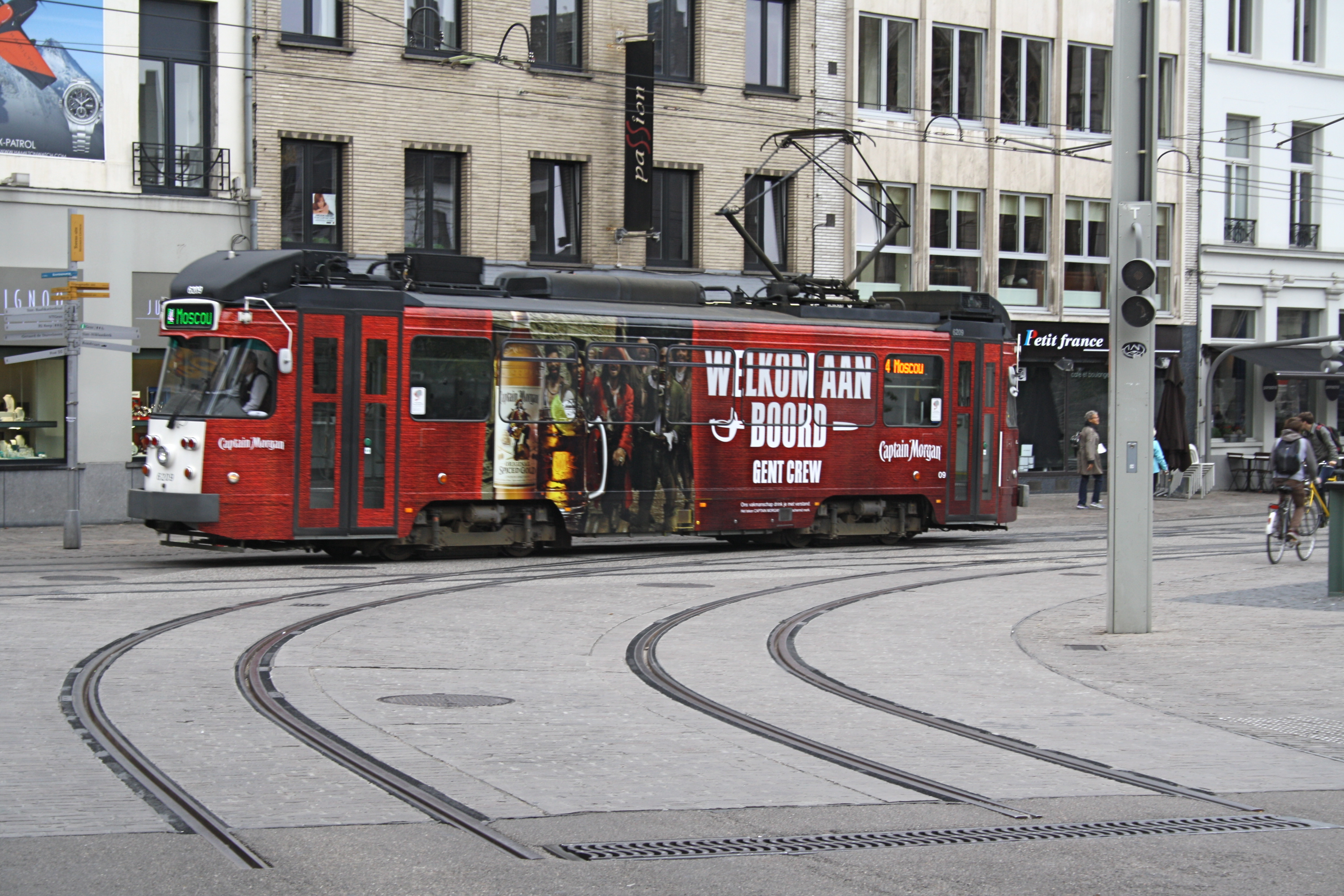
PCC-Zweirichtungswagen mit Ganzreklame in Gent, 2014

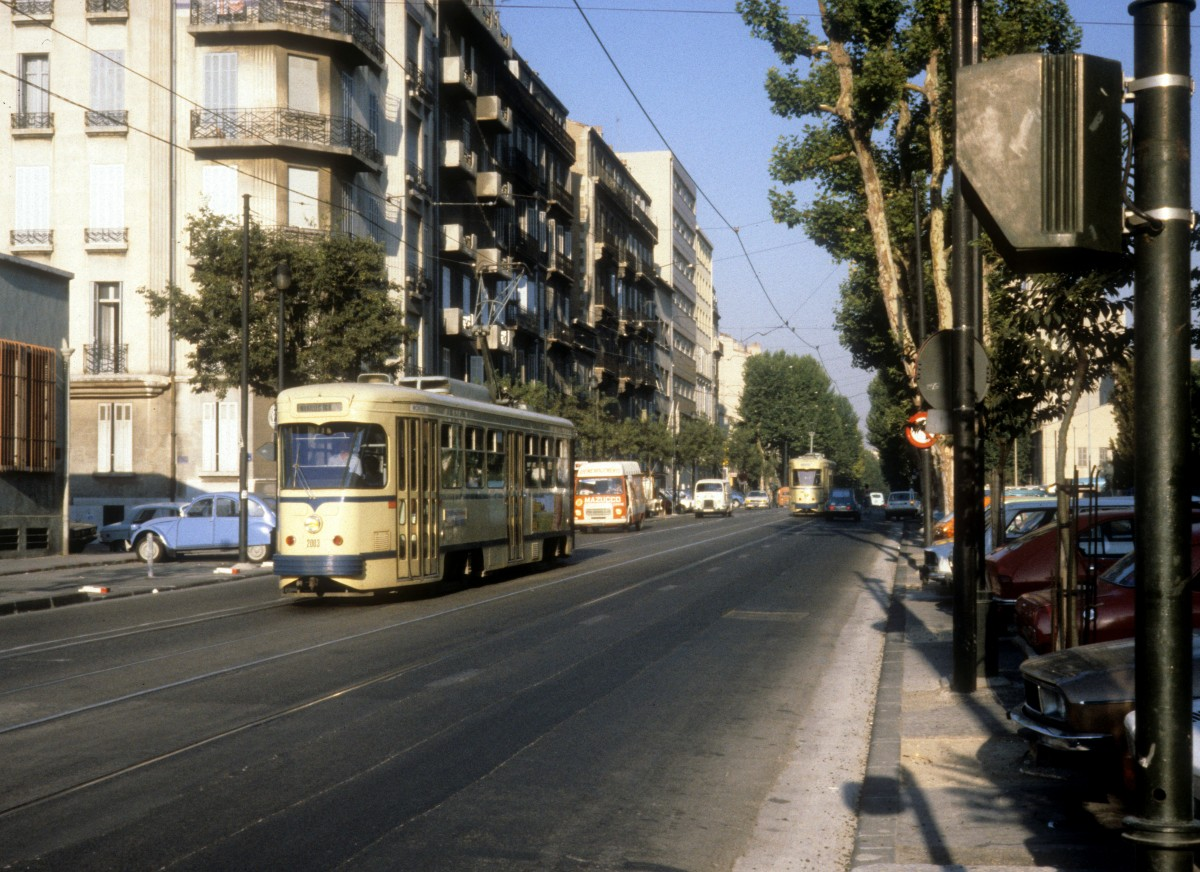
Vierachsige Zweirichtungswagen der ersten Lieferung in Marseille, 1979

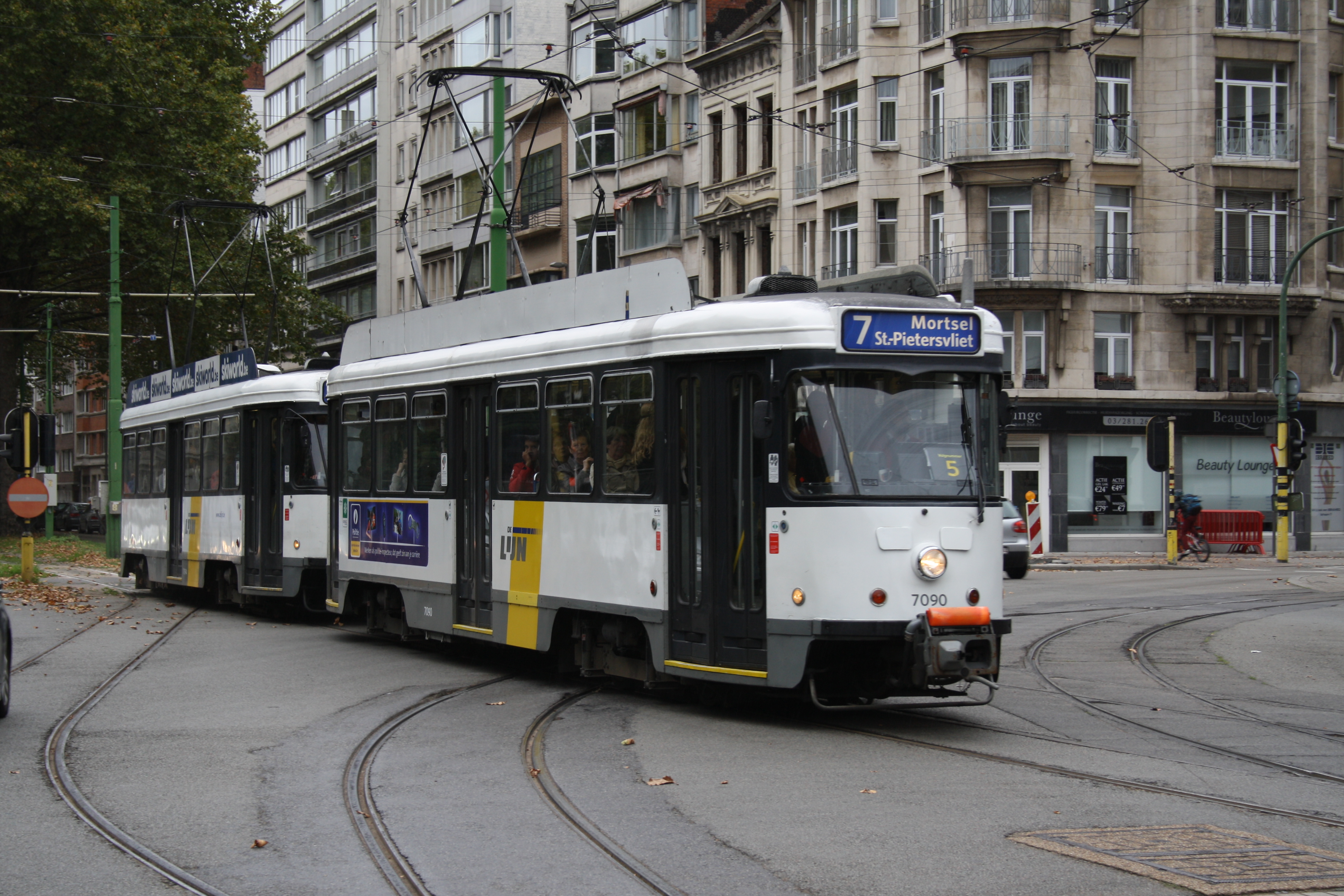
PCC-Wagen in Doppeltraktion der Straßenbahn Antwerpen

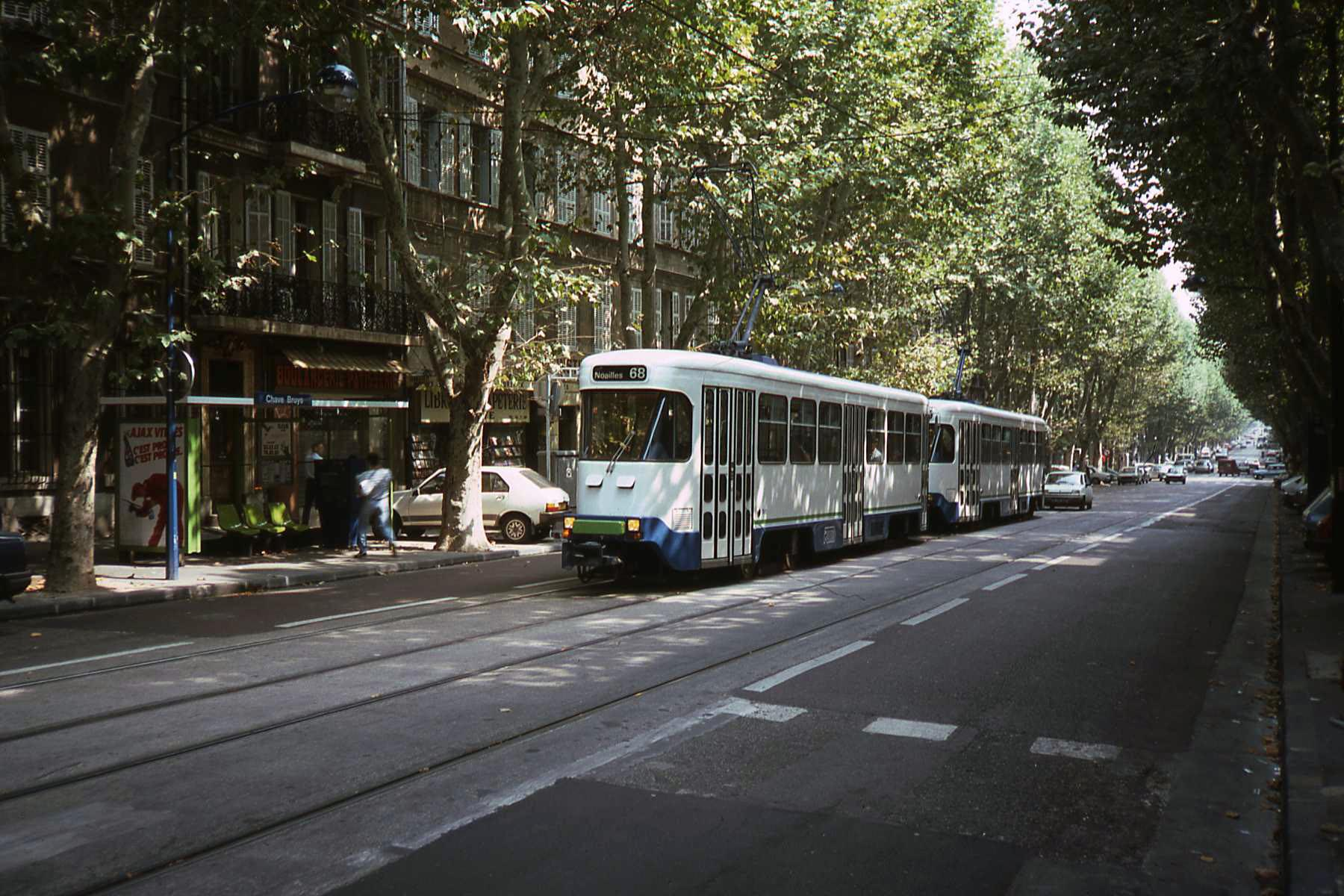
Modernisierte vierachsige PCC-Wagen der Straßenbahn Marseille in Doppeltraktion, 1984

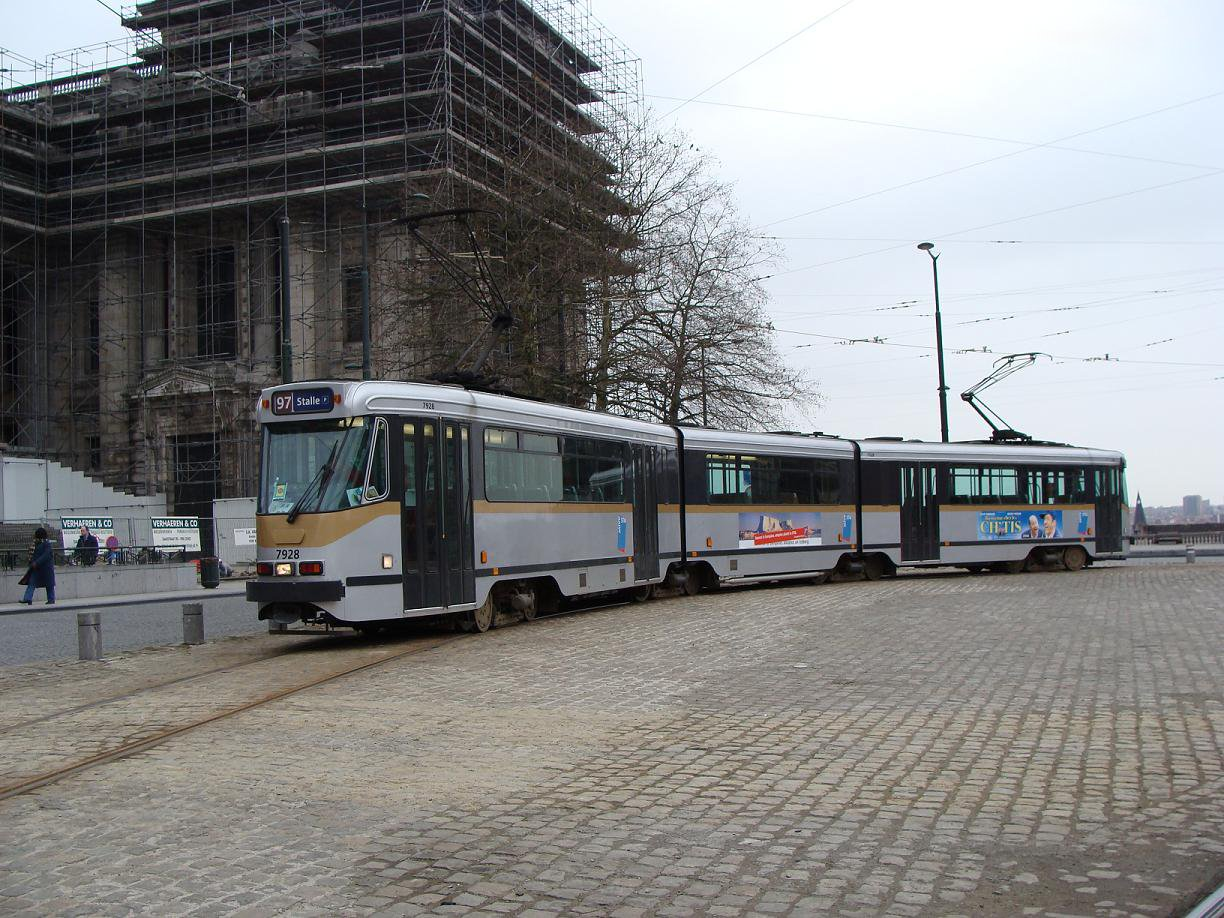
Achtachsiger PCC-Gelenkwagen in Brüssel, beide Stromabnehmer sind angelegt

Für die einzige verbliebene Strecke in Marseille entwickelte La Brugeoise erstmals Zweirichtungs-PCCs mit beidseitigen Fahrständen. Die 1968/69 ausgelieferten Wagen glichen den in Saint-Étienne laufenden Fahrzeugen und waren ebenfalls nur 2,02 m breit, wiesen aber auf jeder Seite drei symmetrisch angeordnete Doppeltüren auf. Die belgische Stadt Gent erhielt zwischen 1971 und 1973 ebenfalls 54 Zweirichtungswagen, ohne Mitteltür, aber mit einer Breite von 2,20 m. Brüssel und Antwerpen orderten weitere Einrichtungsfahrzeuge, wobei die Brüsseler Exemplare mit gebrauchten Drehgestellen und Ausrüstungsteilen aus den USA bestückt wurden.
In den frühen 1970er Jahren hatte die Entwicklung der Gelenkwagen die Serienreife erreicht. Alle drei Drehgestelle erhielten einen Antrieb, das mittlere einen eigenen Beschleuniger. Das Umschalten zwischen Serien- und Parallelschaltung der Motoren diente der Energieeinsparung. Von 1971 bis 1973 wurden für Brüssel 98 Einrichtungs- und 30 Zweirichtungsfahrzeuge gebaut, erstere wurden zwischen 1979 und 1986 für den – optional bereits vorgesehenen – Zweirichtungsbetrieb umgebaut. Antwerpen kaufte nochmals 40 Vierachser, die nun für Doppeltraktion tauglich waren; 65 ältere PCCs baute der Betrieb entsprechend um. Auch Den Haag blieb bei vierachsigen Wagen: Von den 70 bestellten erhielten fünf anstelle von Beschleunigern eine Thyristorsteuerung, 30 wurden als Beitriebwagen ohne Fahrerplatz ausgeliefert.
Letzte PCC-Entwicklung in Westeuropa waren achtachsige Doppelgelenkwagen in Zweirichtungsausführung für Brüssel, von denen 1977/78 bei La Brugeoise et Nivelles (seit 1977: BN Constructions Ferroviaires et Métalliques) 60 Fahrzeuge entstanden. Vom Design her nochmals verändert, mit heruntergezogenen Stirnfenstern und Seitenfenstern in Form von langen Bändern, handelt es sich elektrisch gesehen um zwei in Doppeltraktion fahrende Vierachser. Da durch das Mittelteil nur Steuerleitungen laufen, sind stets beide Stromabnehmer angelegt. Die letzten drei in Westeuropa gebauten PCCs waren 1984 nach Marseille gelieferte Vierachser.

### Jugoslawien

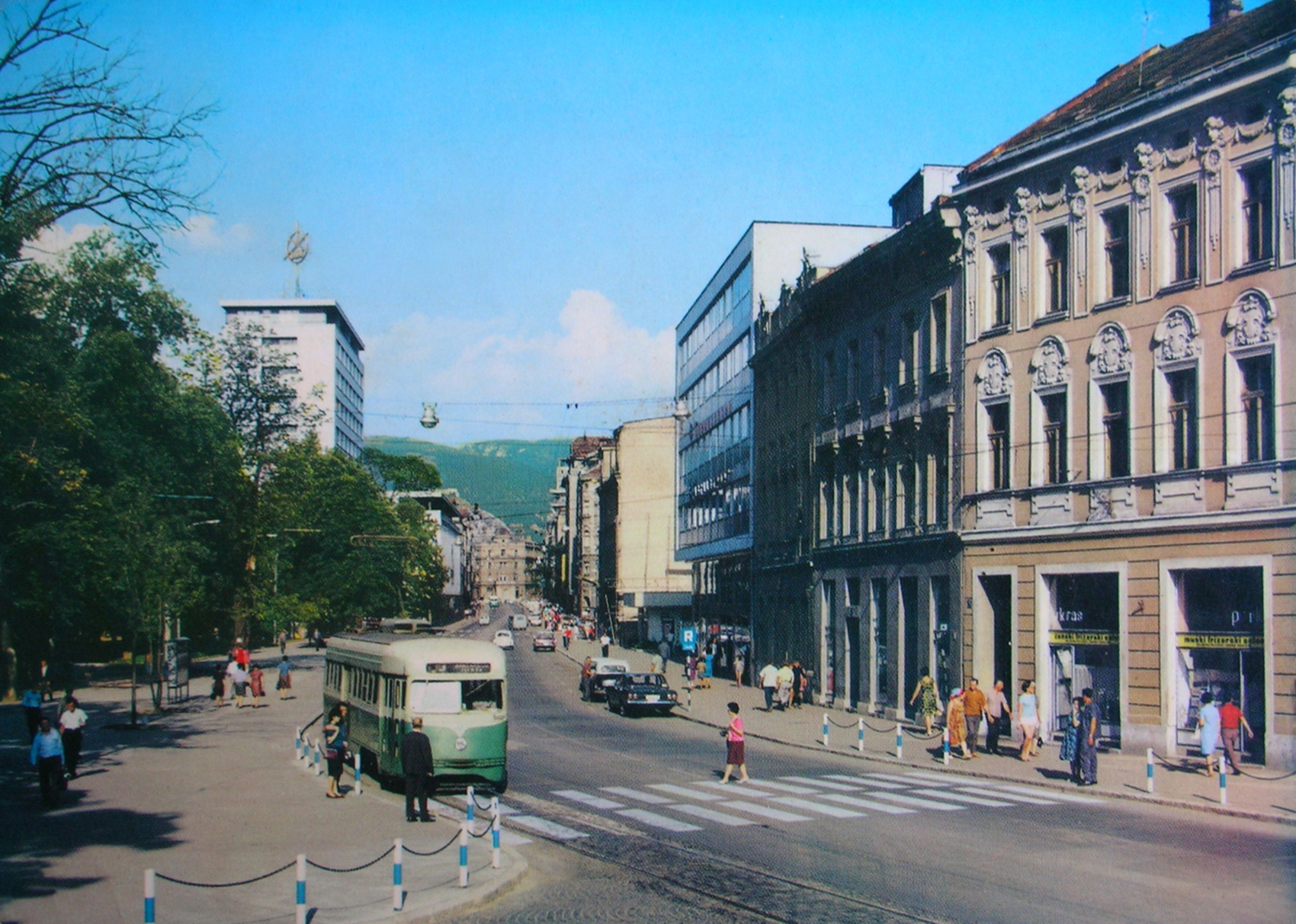
PCC-Wagen in Sarajevo (ca. 1966)

Die Straßenbahn Sarajevo erwarb anlässlich ihrer Umspurung um 1960 aus Washington, D.C. 71 Original-PCC-Wagen der Baujahre 1941–44. Zwischen 1967 und 1969 wurden 10 zweiteilige sechsachsige Gelenktriebwagen aus je zwei PCCs umgebaut. Die Fahrzeuge wurden um 1984 ausgemustert, der PCC 71 blieb erhalten.

### Tschechoslowakei

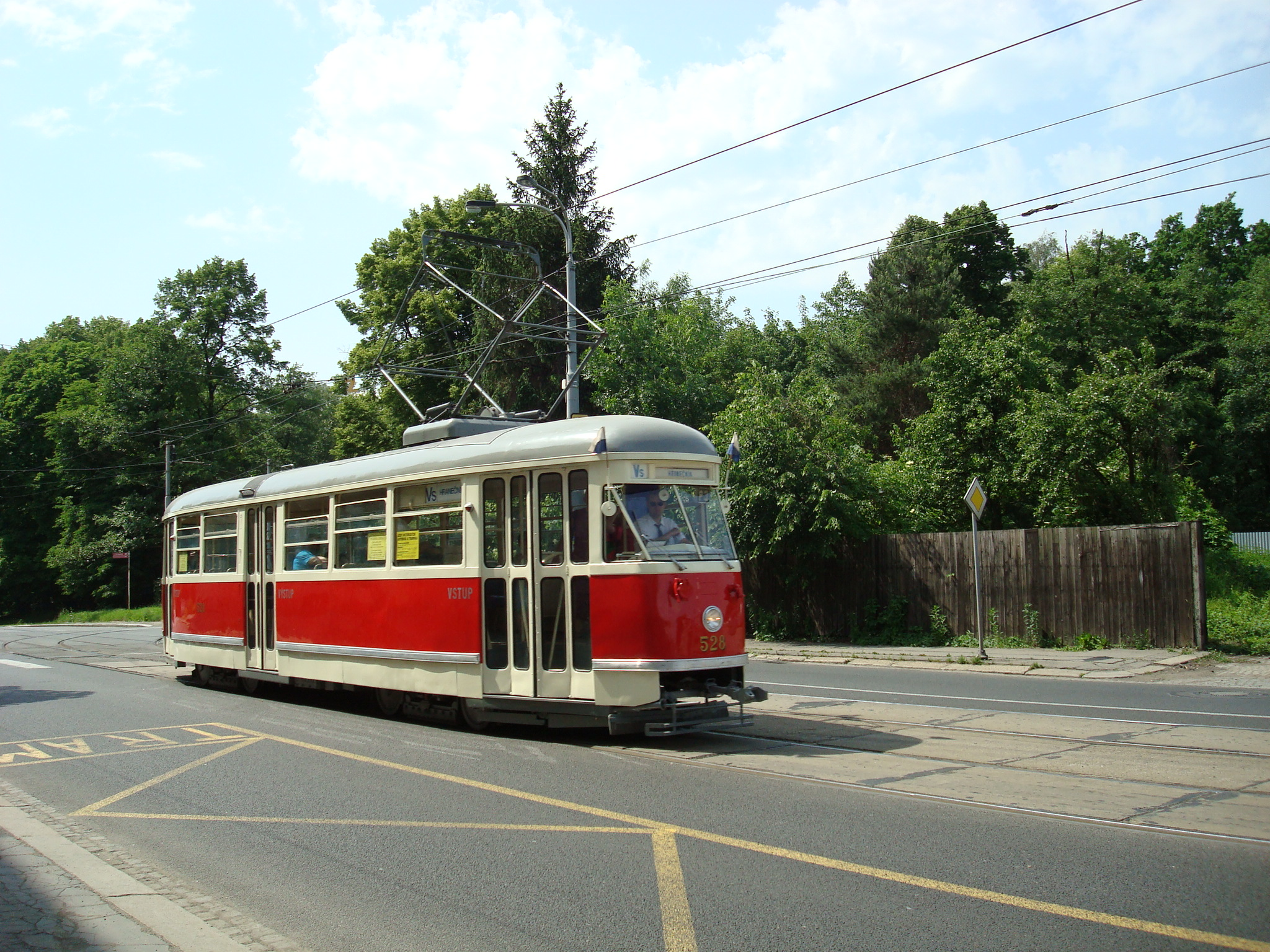
Tatra T1 in Ostrava

Nur wenige Monate später als in Belgien wurde auch in der Tschechoslowakei der Lizenzbau aufgenommen. Vermutlich hatte sich die Prager Waggonfabrik Ringhoffer schon vor 1938 um die Übernahme von PCC-Lizenzen bemüht. 1947/48 erhielt deren Nachfolgeunternehmen ČKD Tatra die offizielle Lizenz und stellte 1951 den ersten Prototyp vor. Der Tatra T1 entsprach von den Ausmaßen her ungefähr dem Kopenhagener Typ 700, seine Front war ein Neuentwurf. Im Inneren kann der T1 seinen Ursprung aus dem US-Fahrzeug nicht verleugnen. Bis 1958 entstanden 287 dieser Wagen, davon 133 für die Straßenbahn Prag. Aus zwei Musterwagen für die Straßenbahn Warschau wurden später die polnischen Großraumwagen des Typs 13N abgeleitet. Der etwas längere und breitere T2 wurde in großen Stückzahlen gebaut und auch schon in die Sowjetunion geliefert.

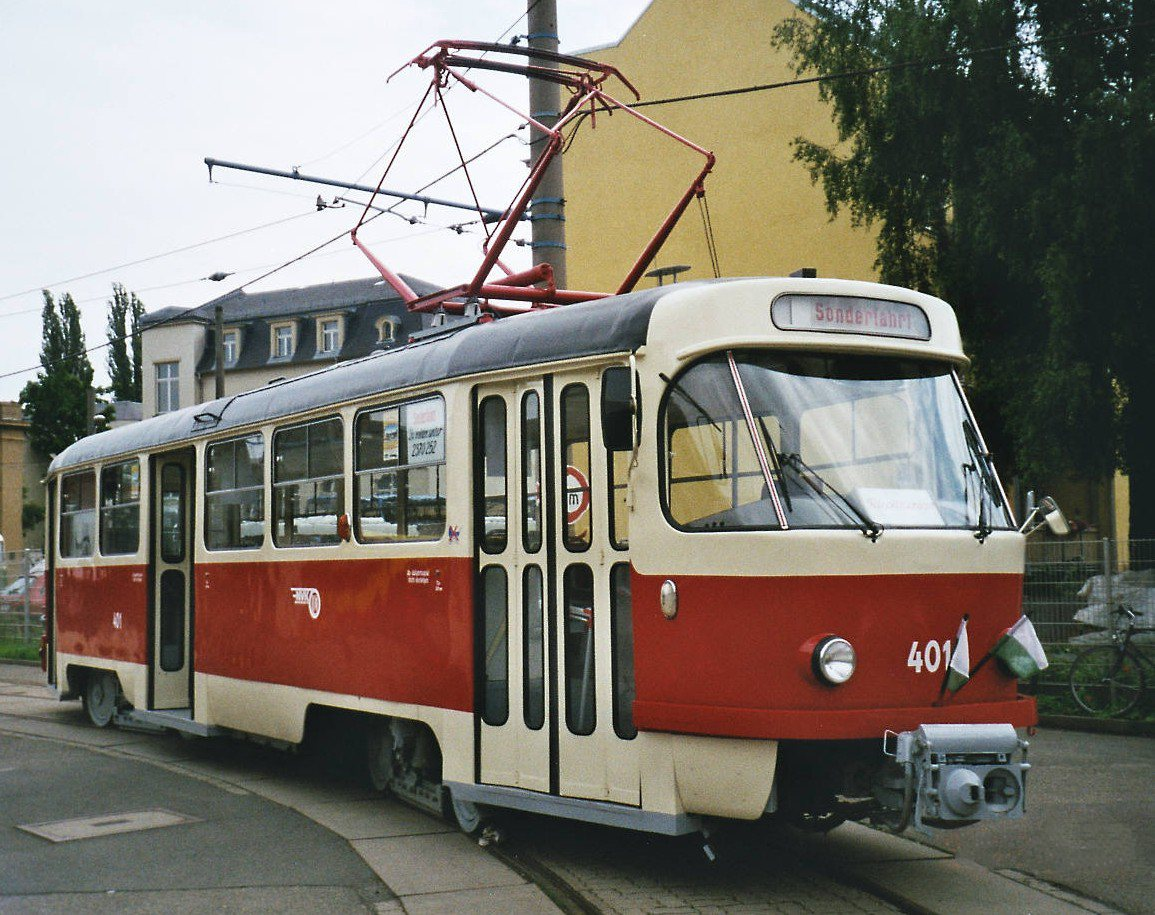
Für die DDR entwickelter T3D (Baujahr 1968) in Chemnitz

Insgesamt baute ČKD Tatra mehrere tausend Fahrzeuge auf PCC-Basis. Der ab 1960 vorgestellte T3 wurde nahezu unverändert bis 1989 gefertigt.
In den 1960er-Jahren wurde im RGW die Entscheidung getroffen, in den meisten ihm angeschlossenen Staaten die eigenständige Produktion von Straßenbahnfahrzeugen einzustellen und diese von ČKD Tatra produzieren und liefern zu lassen. Auf diese Weise kamen die Fahrzeuge in fast alle Staaten des RGW zum Einsatz.
Der Typ T3 ist mit weit über 10.000 gebauten Exemplaren der meistgebaute Straßenbahnwagentyp der Welt. Auf der Basis des T3 entstanden ab 1964 die sechsachsigen Jakobs-Gelenkwagen K1, K2 und K5, letzterer ein nur für Kairo gebauter Zweirichtungswagen. Auch der vierachsige Kurzgelenkwagen KT4 mit modernerem Wagenkasten gehört in der Ausführung mit Beschleuniger noch zur PCC-Familie, Die mit einer Thyristorsteuerung ausgestatteten Typen T6 und KT8 werden hingegen nicht mehr dazugezählt.

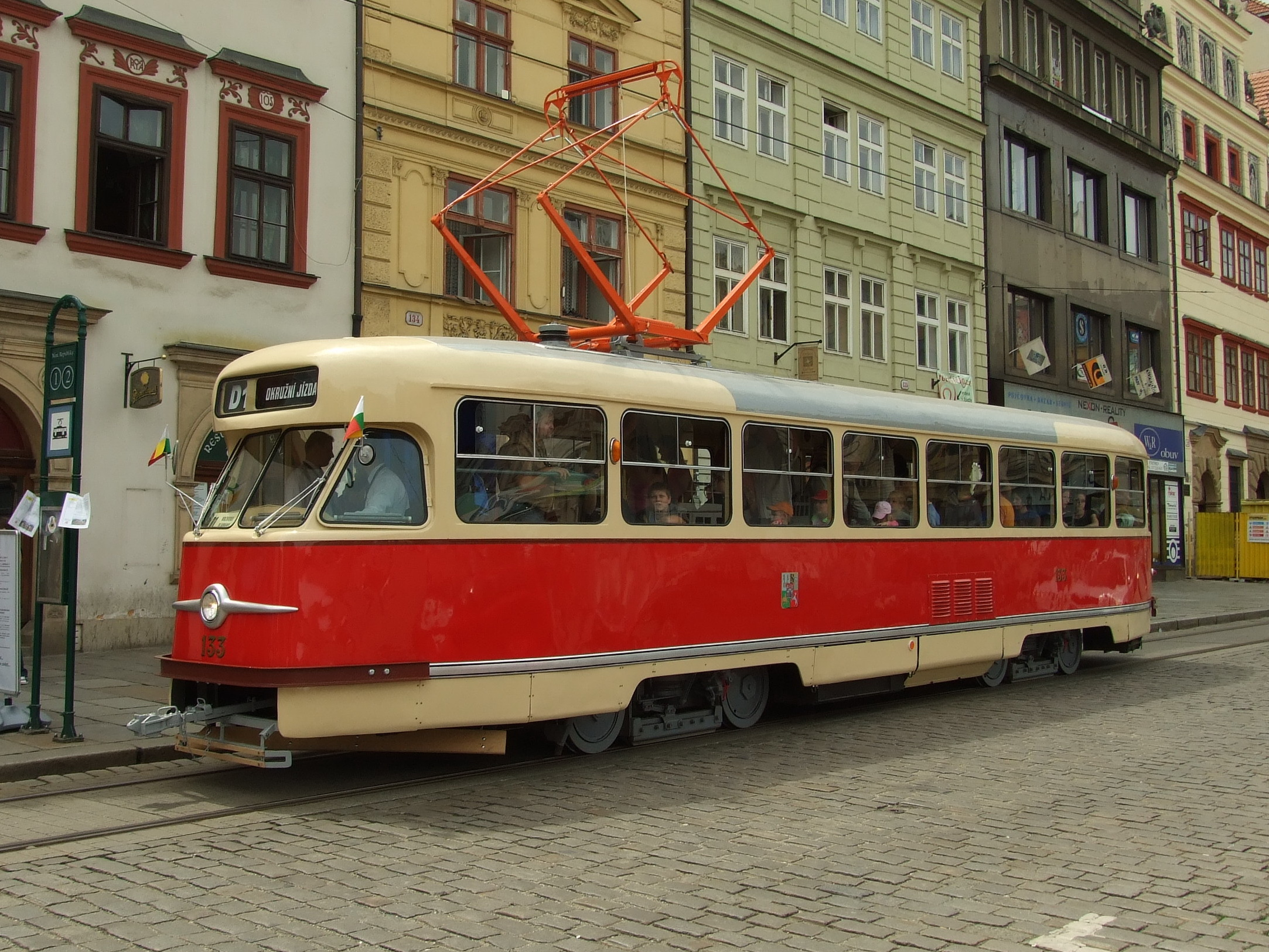
In den Ursprungszustand zurückversetzter Tatra T2 in Pilsen
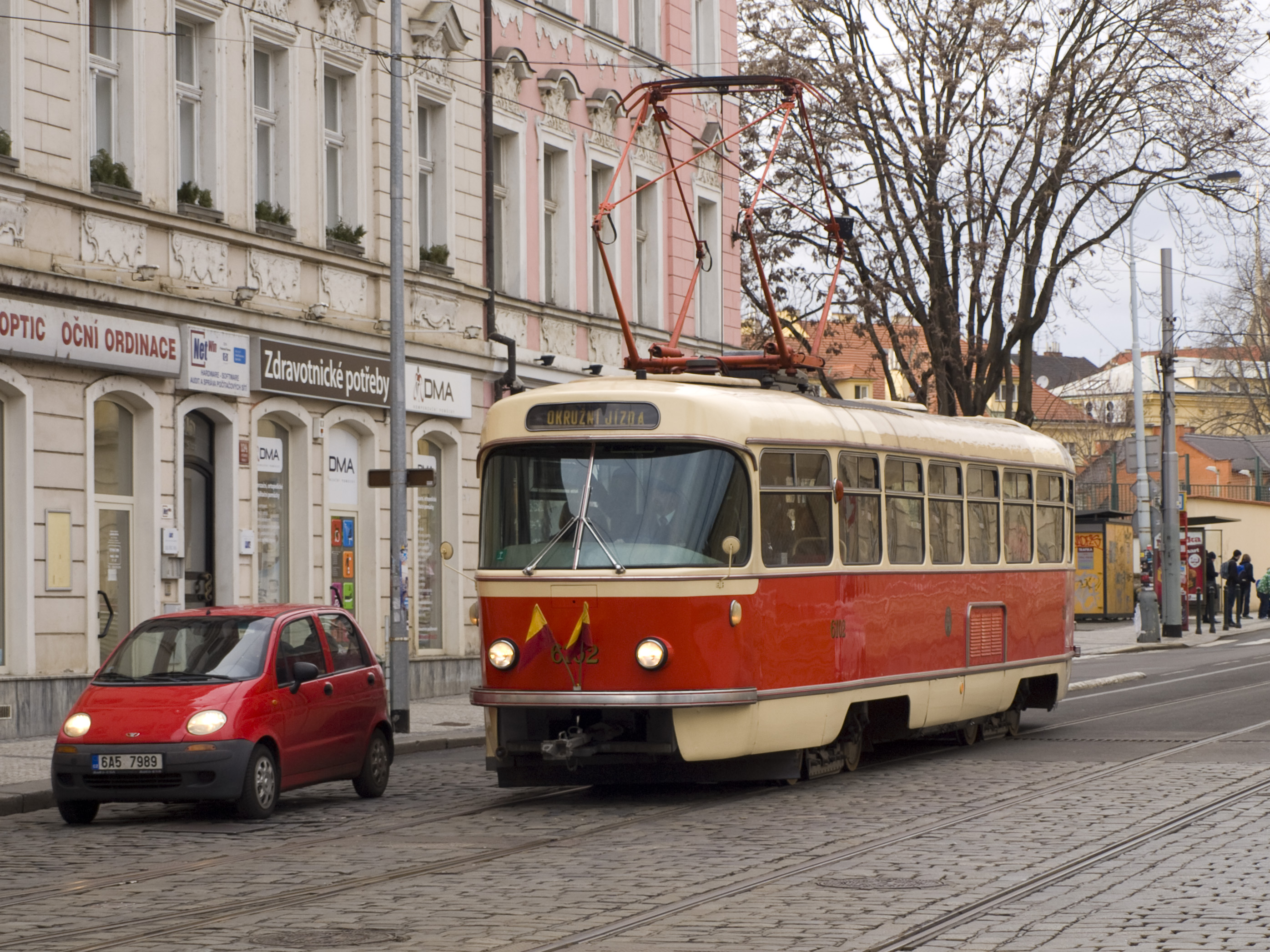
Tatra T3 in Prag
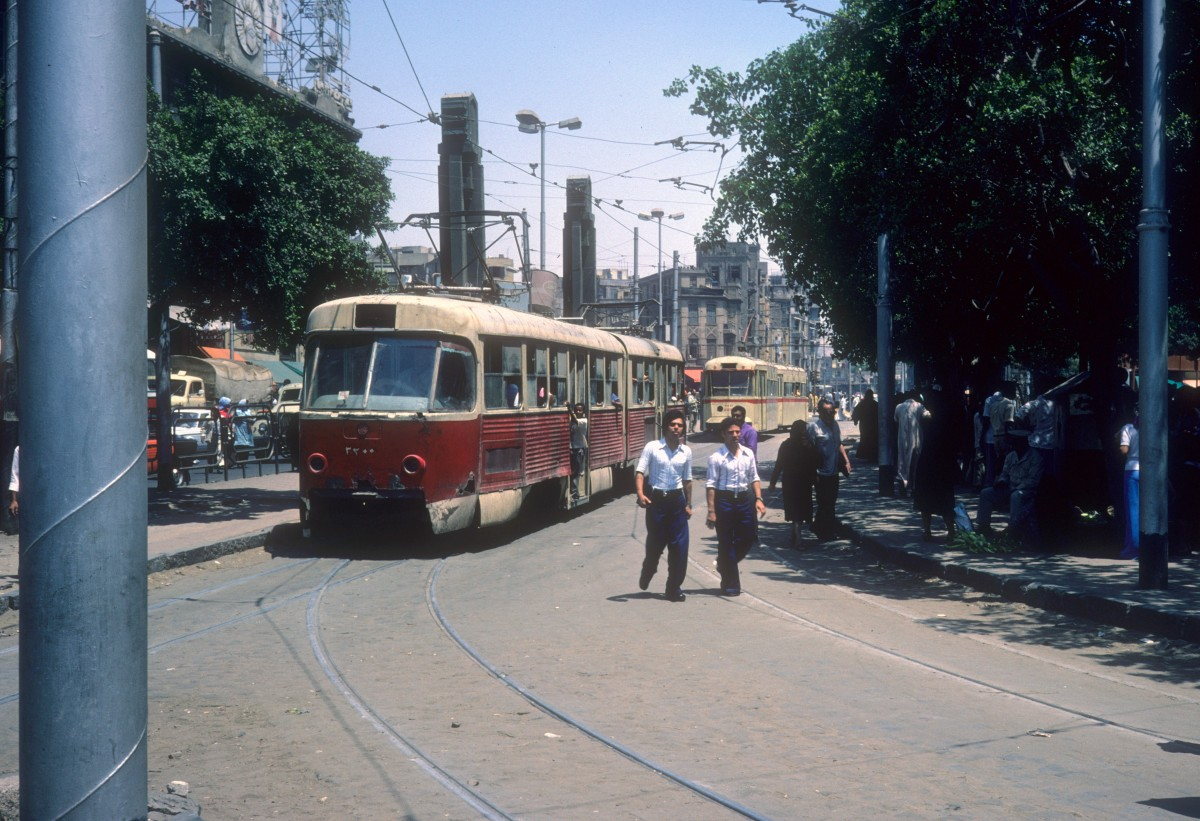
Jakobs-Gelenkwagen Tatra K5 der Straßenbahn Kairo, 1977
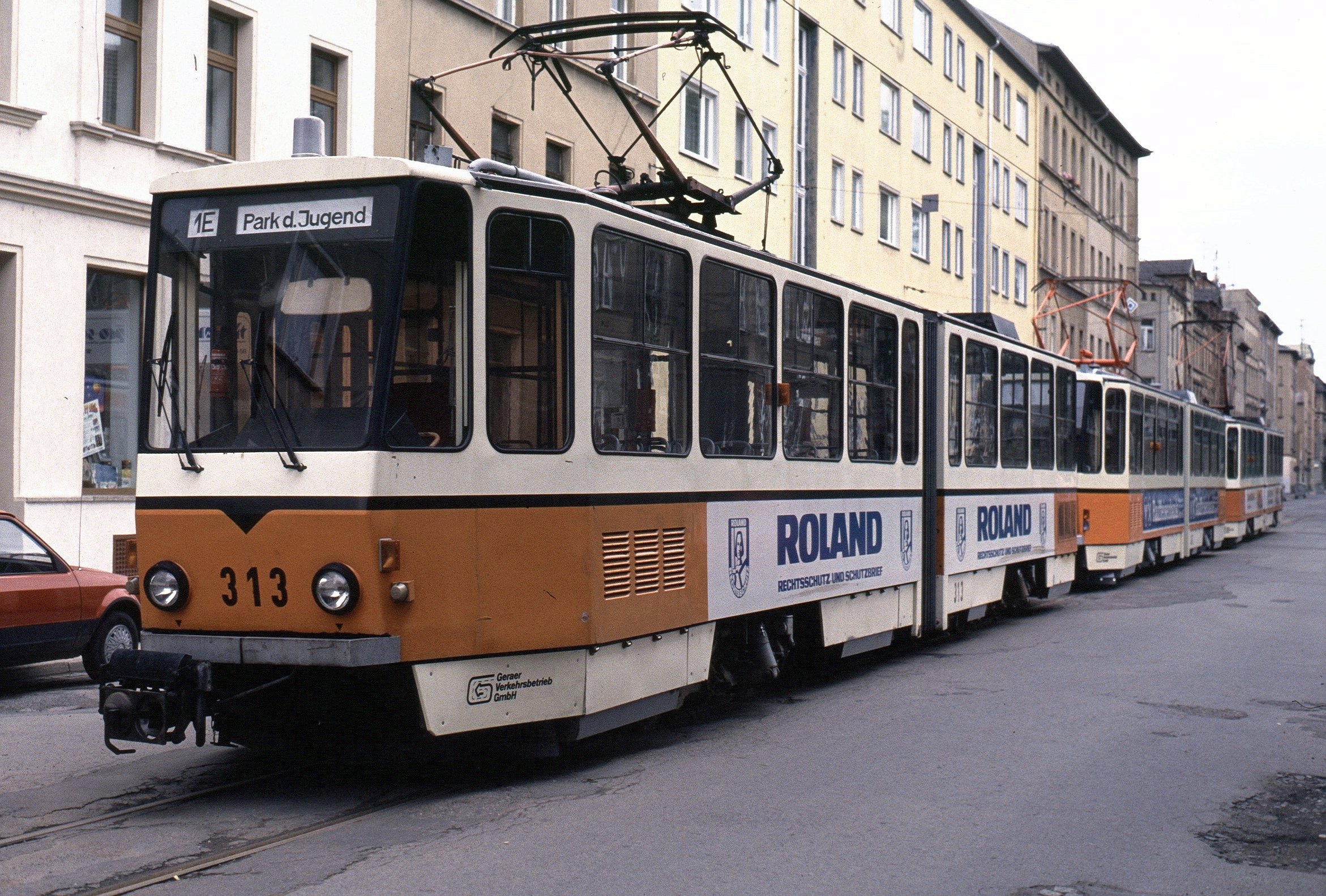
Kurzgelenkwagen Tatra KT4D in Gera, 1993

## Verbleib
Die westeuropäischen PCCs schieden weitgehend aus dem Regelbetrieb aus. Im Jahr 2019 waren lediglich in Brüssel (Sechs- und Achtachser) und Antwerpen (Vierachser) noch einige im Einsatz. Der Genter Straßenbahnbetrieb musterte seine PCCs 2018 aus, behielt jedoch sieben Wagen als Reserve und gab weitere Zweirichtungsfahrzeuge für den Baustellenverkehr nach Antwerpen ab. In Den Haag wurde die älteste Serie bereits 1981 abgestellt, 1993 schied dort der letzte PCC aus dem Liniendienst. Saint-Étienne stellte seine PCC-Wagen 1998 ab, die vier Gelenkwagen, darunter der 1982 modernisierte  und in 001 umnummerierte Wagen 553, sind aber noch vorhanden. Die Marseiller Wagen wurden im Zuge der vorübergehenden Einstellung der dortigen Straßenbahn im Jahr 2004 ausgemustert.

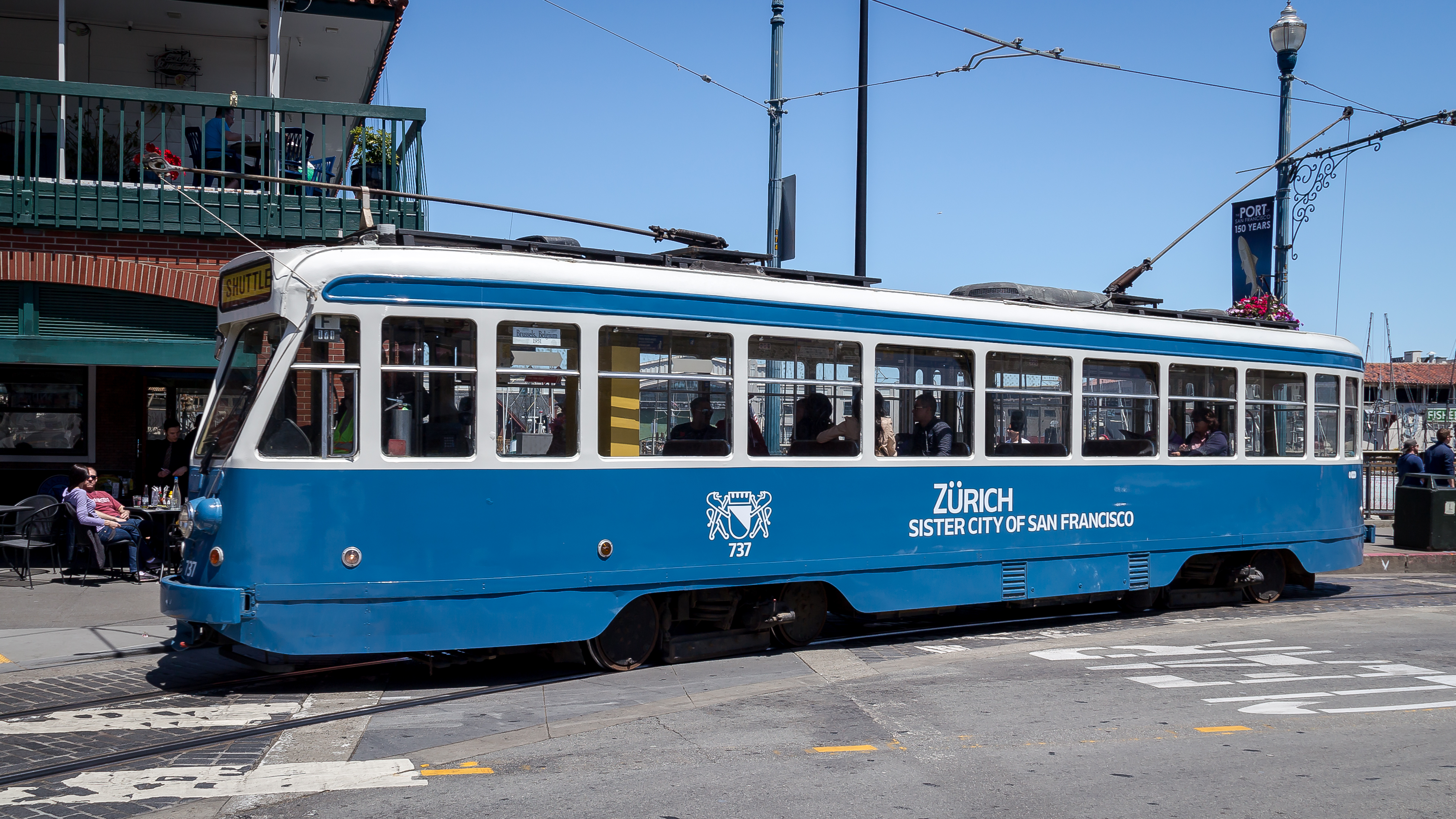
Brüsseler Wagen 7037 in Zürcher Farben in San Francisco

In zahlreichen Städten sind PCC-Wagen als Arbeitsfahrzeuge (z. B. Den Haag), Partywagen oder Touristenattraktion für Stadtrundfahrten (z. B. Den Haag) im Einsatz. Bemerkenswert ist der Brüsseler Tw 7037 der ersten Serie, der in San Francisco in der Farbgebung blau und weiß der Strassenbahn der Partnerstadt Zürich unterwegs ist, obwohl auf deren Netz nie ein PCC eingesetzt war.
Die von ČKD Tatra gelieferten Wagen des Typs T3 und T4 sind dank ihrer robusten Konstruktion bis heute im Einsatz. Bei den meisten noch vorhandenen Wagen wurde die veraltete Beschleunigersteuerung durch modernere Thyristorsteuerungen oder Stromrichter ersetzt. Teilweise wurden auch die Wagenkästen neu gebaut oder zumindest durch Niederflurteile ergänzt. 
Auch in Straßenbahnmuseen und bei Museumsstraßenbahnen sind PCCs zu finden (Auswahl):
- Hannoversches Straßenbahn-Museum in Wehmingen: Wagen 1308 und Beitriebwagen 2104 aus Den Haag, Magdeburger T4D 1008 und 1072
- Electrische Museumtramlijn Amsterdam: Wagen 1024 (Den Haag; letzter mit kleinen Fenstern gebauter PCC)
- Straßenbahnmuseum Skjoldenæsholm (Dänemark): Hamburger Wagen 3060 (1958 zunächst Probeeinsatz in Kopenhagen, dann bis 1995 als Tw 7000 in Brüssel), Prager T3 7079
- Straßenbahnmuseum Thuin (Belgien): SNCV 10409[8] (1960–1985 in Belgrad eingesetzt)[1]
- Western Railway Museum (Kalifornien): Versuchswagen 1003 für San Francisco, betriebsfähig[9]
- Seashore Trolley Museum (Kennebunkport, Maine): Wagen 3709 aus Philadelphia,[10] Wagen 3328 und 3332 aus Boston

## Sonstiges

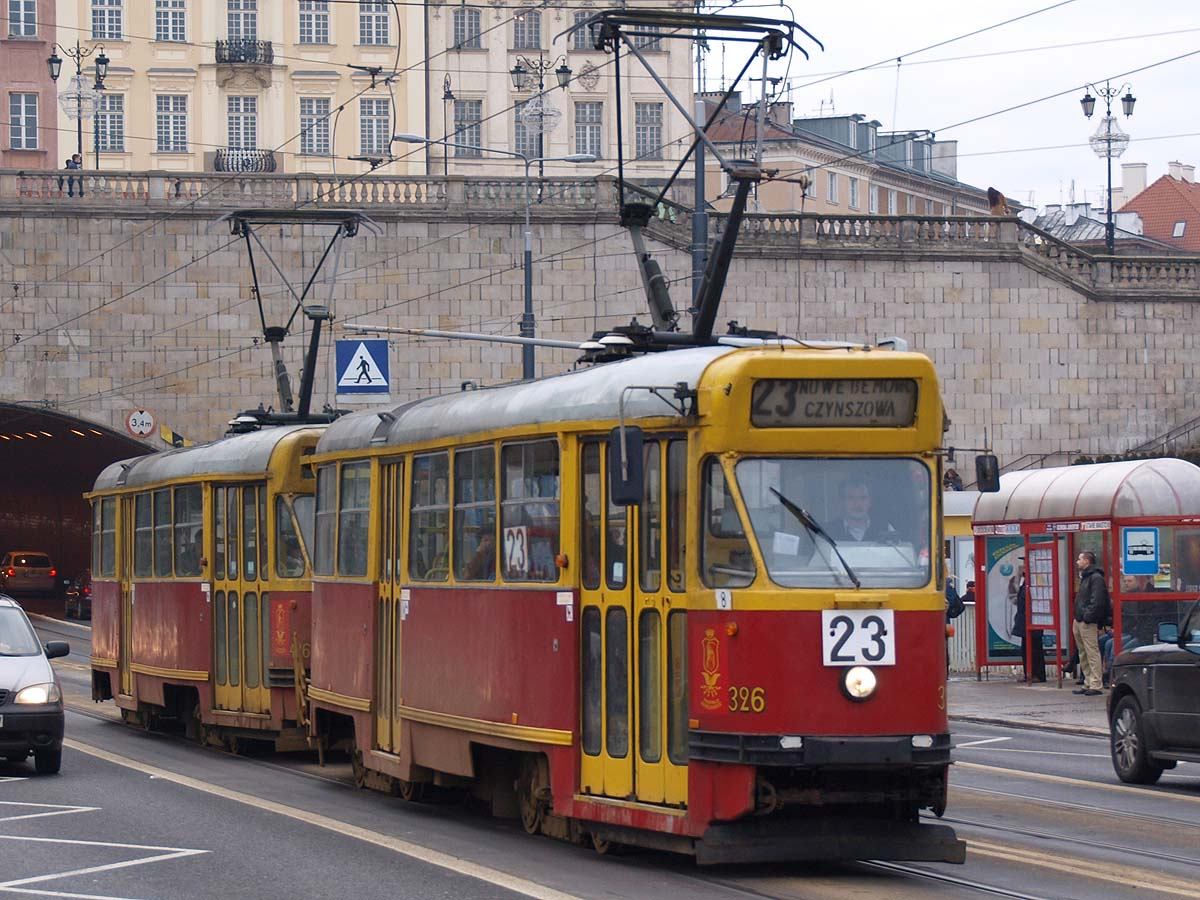
Konstal 13N in Warschau, 2011

Der polnische Hersteller Konstal verwendete ebenfalls die PCC-Technik, wenngleich dieser keine Lizenz dafür besaß. Konstal-Fahrzeuge sind noch bei polnischen Betrieben anzutreffen.
Um Lizenzgebühren zu umgehen, entwickelte man in Großbritannien eine eigene Kopie des PCC-Beschleunigers. Mit der „Variable Automatic Multinotch Breaking and Acceleration Contol“ (VAMBAC) genannten Steuerung wurden 39 Straßenbahnfahrzeuge ausgestattet: 37 Wagen für Blackpool und je einer für Glasgow und Leeds.
In Deutschland wurden zahlreiche Varianten der Duewag-Gelenkwagen sowie einzelne Duewag-Großraumwagen im Formenbau (Vorderfront) vom amerikanischen PCC-Typ inspiriert, ohne aber dessen Technik zu übernehmen. Sie kamen in vielen deutschen und österreichischen Städten sowie der Schweiz und den Niederlanden zum Einsatz.

## Fazit
Der PCC wurde, vor allem als Großraumwagen, in einer Gesamtzahl von weltweit rund 20.000 Fahrzeugen (ohne Tatra KT4) gebaut. Er bewährte sich im rauen Alltag und setzte technisch wie äußerlich Maßstäbe für zwei Generationen von Straßenbahntriebwagen. Der Einfluss der zuverlässigen, robusten, quasi unverwüstlichen Bauart auf die Wagengröße, Formgebung und Gestaltung von Straßenbahnfahrzeugen war bedeutend. Mit 13–14 m Länge und 2,2–2,65 m Breite dient er noch immer als Basis für die Auslegung moderner Gelenkwagen.